# Alej

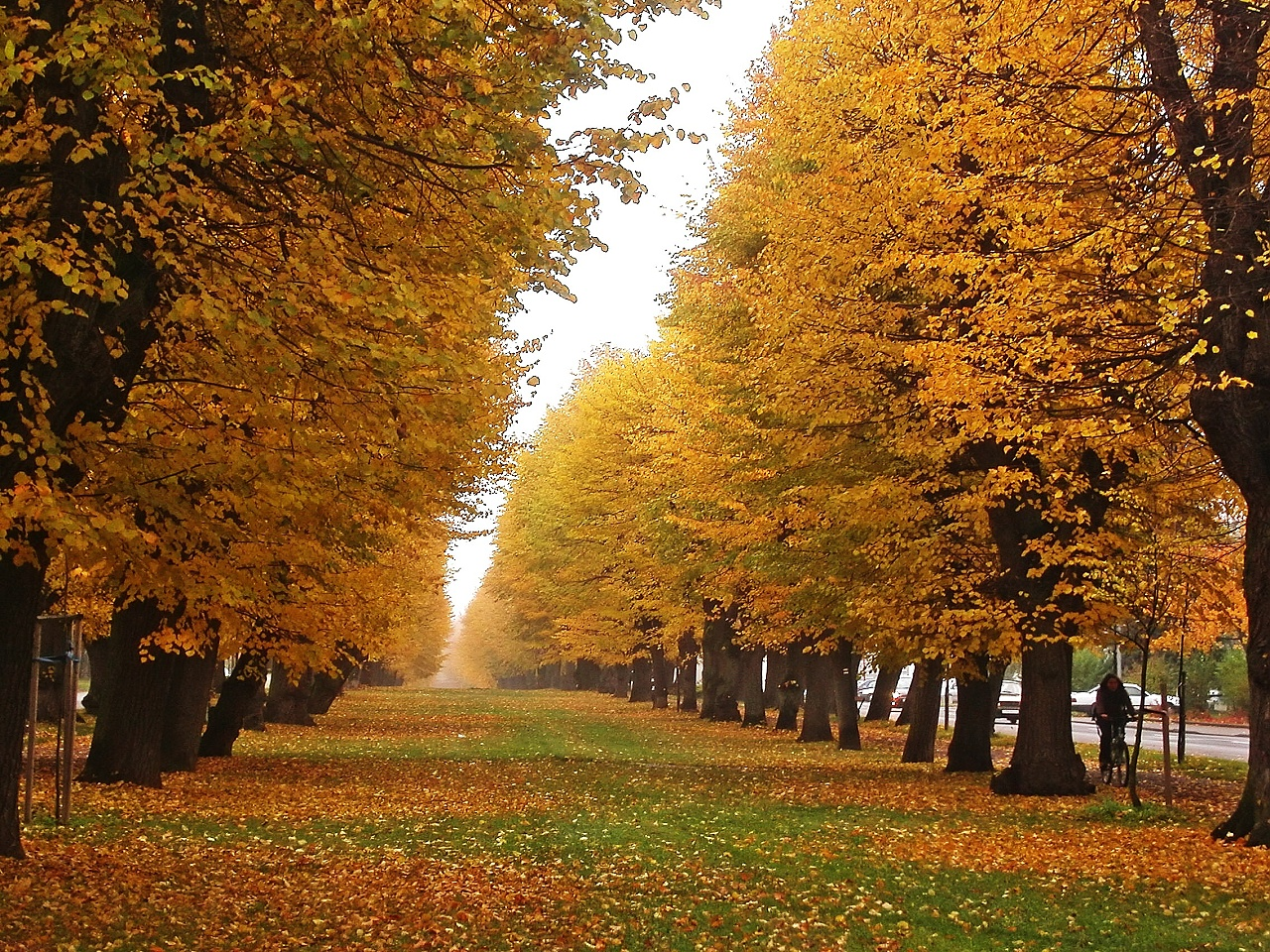
Valdštejnova alej u Jičína

Alej neboli stromořadí je označení pro řadové výsadby stromů v zahradní architektuře jako prvek sadovnické tvorby. Jde o skupiny stromů vysazené v linii, obvykle v pravidelných rozestupech. Zpravidla jde o doprovodný prvek vodních toků, hranic pozemků, nebo dopravních komunikací. V Čechách a na Moravě jde o velmi starou tradici, která je na území ČR doložena již v době vlády Karla IV. Liniová výsadba může mít formu jednoduché aleje nebo řady keřů, převážně doplněných stromy. Alej má vést od určitého místa k cíli.
Aleje bývají vysázeny především podél pozemních silničních komunikací a to jak v intravilánu i extravilánu obcí a měst. V minulosti bývaly velmi často vysazovány na příkaz šlechty, respektive z popudu majitelů jednotlivých panství. Významný rozvoj alejí v ČR nastal v období baroka, při budování nových, tzv. císařských silnic. Výsadba alejí byla prováděna pro vytvoření souvislého stínu, který pak zvyšoval pochodovou aktivitu vojsk i tažnou sílu zvířat. Aleje jsou zřejmým prvkem i v zimním období, kdy byla samotná cesta zavátá a ukazovaly tak trasu. Mimo jiné jsou významným orientačním prvkem v krajině. Objektivně aleje výrazně zvyšují přírodní biodiverzitu, vytvářením úkrytů a stanovišť. Aleje působí také velmi příznivě na místní mikroklima (např. coby větrolam) a v některých případech i jako ochrana před závějemi. U vjezdů do obcí lze vidět „vstupní brány" alejí.

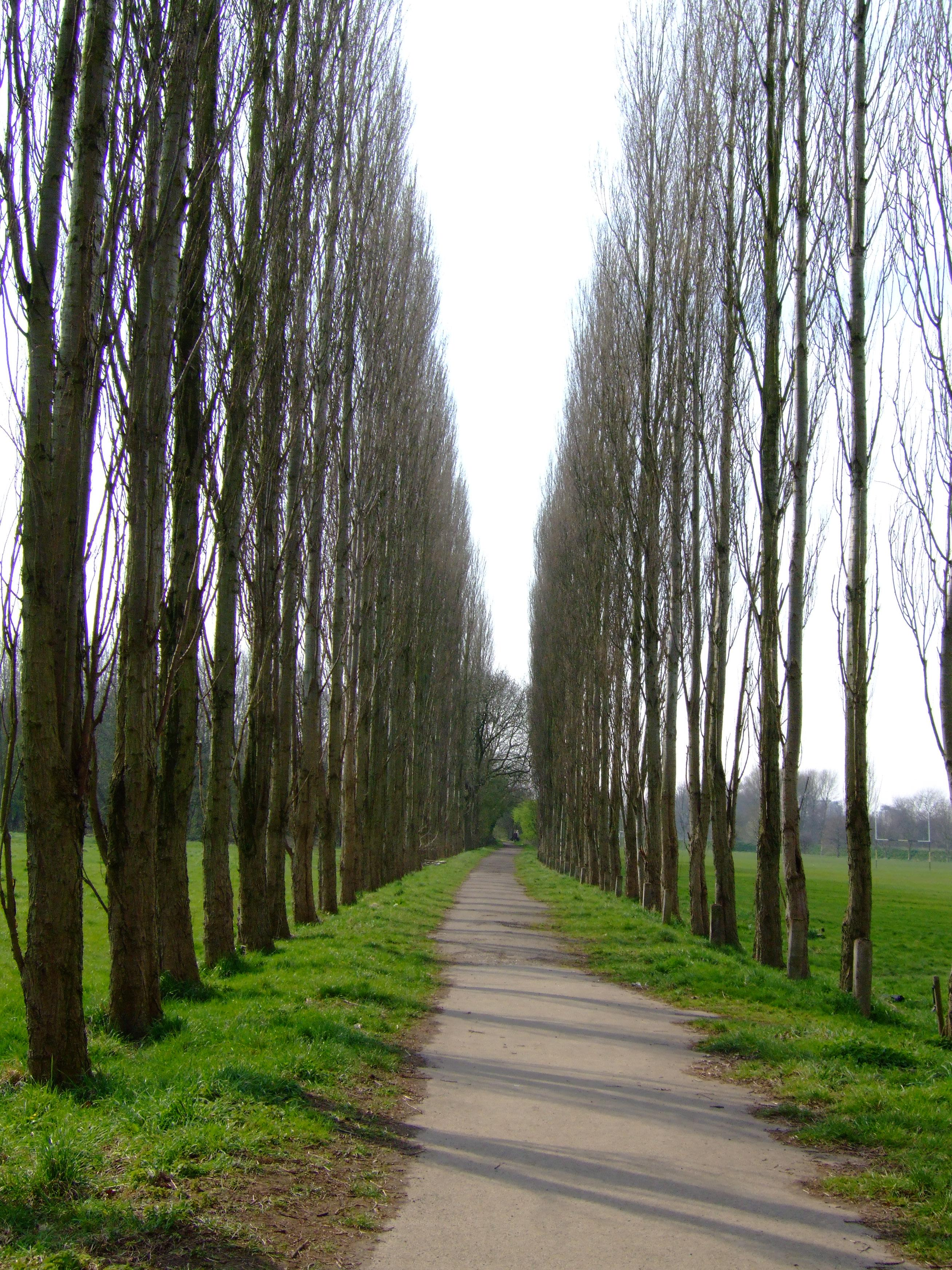
Alej topolů, nedaleko řeky Mersey.

Alej má usměrňovat zájem cestujících na význačné krajinné dominanty (přírodní útvary, stavby, sídla), jejich skrýváním, částečným odhalováním a průhledy na vhodném místě. Vysazené stromy mohou rámovat měnící se obrazy krajiny. Vede-li komunikace podél lesa, alejí vzniká dojem, že cesta prochází okrajem lesa.

## Původ slova
Původ slova se datuje do čtrnáctého a patnáctého století. Pochází z francouzského allée, slova označující alej, stromořadí, průchod; pravděpodobně odvozeného z latinského allātus, afferrī, znamenajícího přicházet, dopravit se. V moravských nářečích se vyskytuje též podoba aleja či alija.

## Historie
Alej je jedním z nejstarších architektonických ideálů v historii zahrad. Její krása (nebo ošklivost) je dána dokonalostí opakování motivu, který vede k zvýšenému vnímání perspektivy a geometrických linek. Je nezaměnitelně architektonickým, umělým prvkem. Alej sfing stále vede k hrobu egyptské královny Hatšepsut (zemřela 1458 př. n. l.). Podobným způsobem byly upraveni kamenní lvi jejichž zástup vedl k hrobu dynastie Ming v Číně. Podle těchto předpokladů tedy alej stromů má svůj předobraz v starověkých architektonických prvcích.

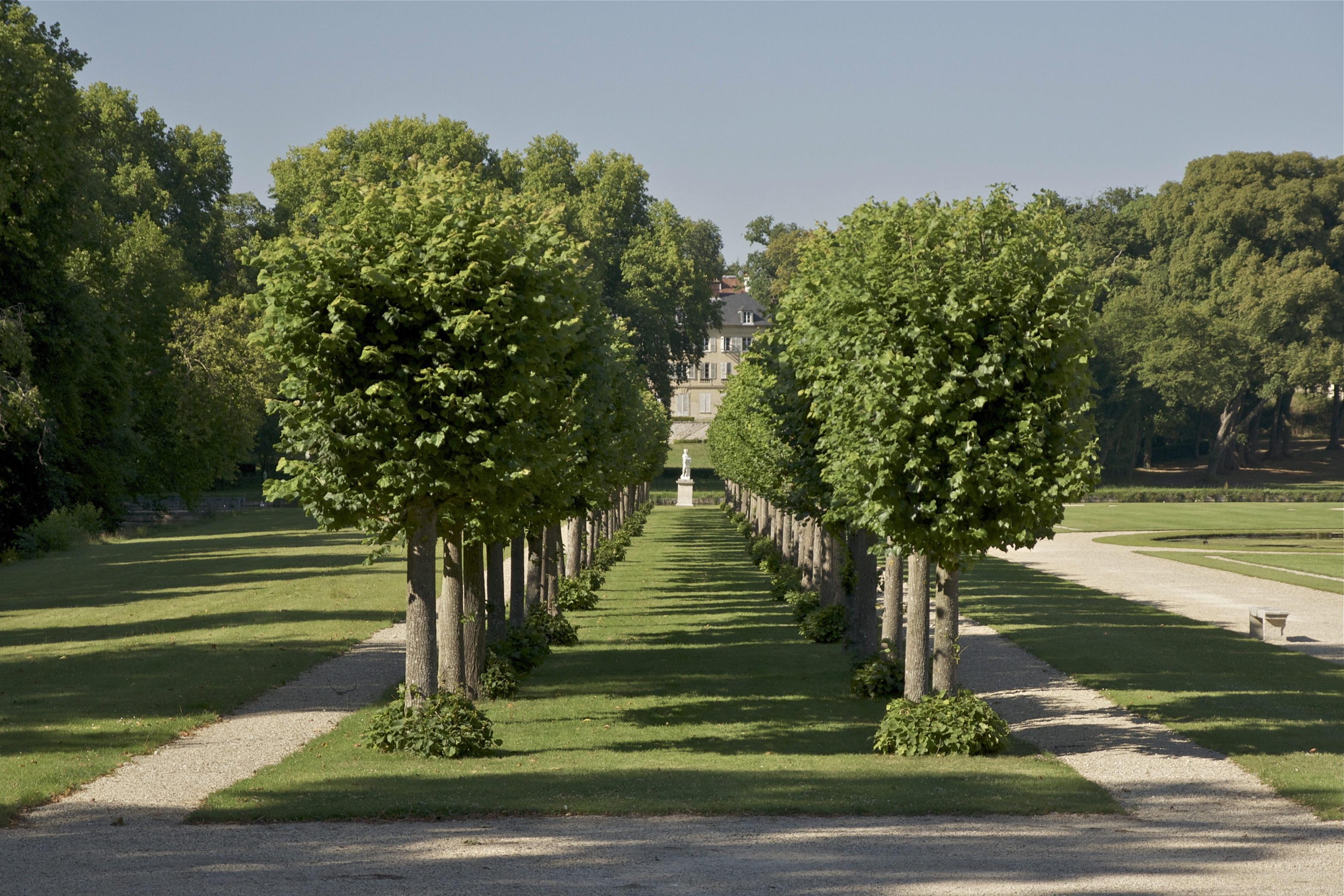
Allée des philosophes, (Alej filosofů), Chantilly. Autor: André Le Nôtre (1613–1700)

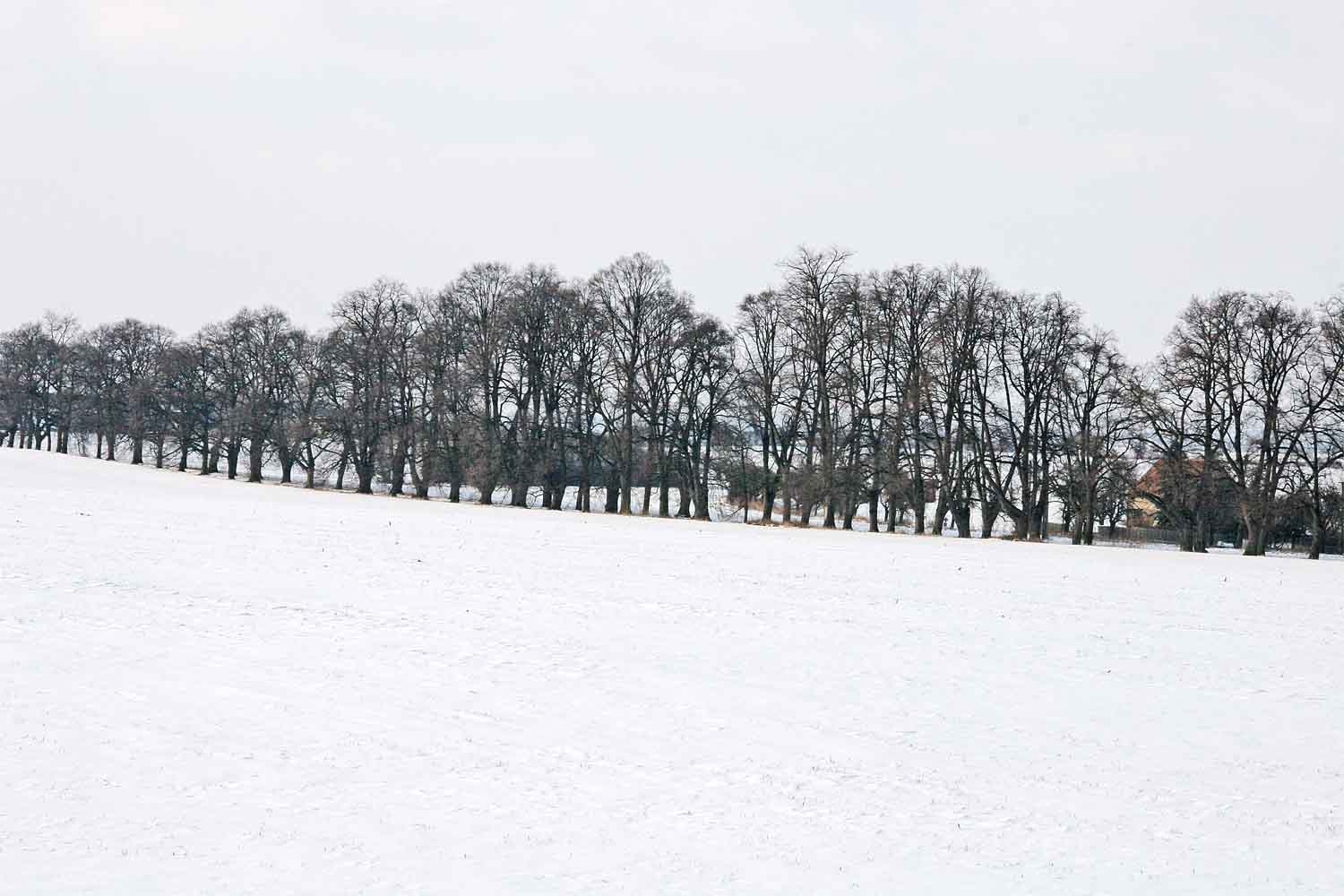
Památná lipová alej ve Žlebech.

Jindy jsou uznávanými architekty za počátky alejí považovány technické úpravy v lese: „Pokud takové budovy byly obklopené stromy, pro pohodlí stínu, nemusela by příležitostná potřeba oběhu vzduchu dát první představu ostrých dlouhých úzkých mýtin v lese, které povolí proudit větru? A je možné, že to byly počátky těch alejí, které často vidíme, směrem k nejúctyhodnějším bydlením dvou posledních staletí?“ (H. Repton) 
Skutečné aleje, jako dekorativní prvek tvořený dřevinami, jsou známy už z období starověkého Říma. Římané podél cest vysazovali aleje stromů zcela běžně (viz Římská zahrada).
Vrcholu dokonalosti a širokého použití jako okrasného prvku, u alejí došlo v období baroka, v 17. a 18. století. V parku „à la française“ (francouzský park) byla upravována barokní krajina alejemi stromů, které vedly i mimo území parku a byly směřovány obvykle k lidským sídlům přes volnou krajinu, například cesty v zahradách zámku Versailles nebo Het Loo.
Barokní aleje jsou zcela přímočaré, liniové, uměle vytvořené útvary a jeden z hlavních nosných prvků komponované barokní krajiny. barokní aleje tvořily stromy stejného stáří, stejného druhu, stejně velké a tvarované koruny a jednotně v pravidelných odstupech, tak aby byla dokonale uplatněna symetrie, periodicita a homogenita. K dokonalosti alejí byly koruny upravovány řezem. V době absolutismu aleje vedly mnoho kilometrů podél cest, často v přímce, k zámkům, venkovským sídlům nebo loveckým revírům aristokracie jako výraz moci, estetického názoru, potřeby reprezentovat se a pro orientaci v krajině. Aleje byly výrazem doby. Je uváděno, že i „církevní krajinářství“ spoluvytvářelo barokní krajinu alejemi zvýrazňujícími poutní místa, křížové cesty a podobně.
V období baroka se také zvyšuje výstavba císařských silnic a v souvislosti s ní je státem podporován rozvoj alejí. Reskripty císaře Karla VI. z 21. března 1740 a císařovny Marie Terezie z 29. srpna 1752 bylo nařízeno vrchnostem na Moravě, aby vysazovaly a udržovaly stromořadí u silnic. V následujících desetiletích bylo v českých zemích vydáno značné množství podobných předpisů, za vrchol této normotvorby lze považovat zemské zákony vydané v Čechách (č. 72/1884 č. z. z.) a ve Slezsku (č. 34/1896 s. z. z.), které upravovaly výsadbu a ochranu těchto stromořadí až do poloviny 20. století. Dnešní stav mnoha alejí vysazených v 18. a 19. století je neuspokojivý především z památkářského hlediska a z hlediska bezpečnosti jako výsledek jejich nedostatečné údržby a péče. Nedostatek péče a úpadek alejí je znát během 1. a 2. světové války a v druhé polovině minulého století. Jen zřídka došlo k jejich obnově, a pokud ano, ne vždy úspěšnou dosadbou (např. Jičín – Libosad), nebo celkovou obnovou (např. část aleje ve Veltrusech).
V následujícím období jsou aleje méně oblíbené než dříve a na některých místech (především v Anglii) jsou aleje a pravidelné zahrady přestavovány v novém stylu. „Když zahradnictví bylo vedeno geometrickými principy školy pana Le Notre, za dokonalé výsadby byly považovány přímky stromů, nebo pravidelné tvary vysázených rostlin. Protože efekt tohoto stylu zahradničení značně záležel na rovném povrchu země, často obdivujeme pracovní sílu, která byla použita k tomu, aby odstranila nerovnosti, jež příroda postavila proti tomuto vkusu, který však byl spíše chorobou úsudku.“
„Ve Wimpole přirozený tvar povrchu zdá se lákal tuto módu pro geometrické formy. Terén byl pokryt v každém směru stromy v přímkách, kruzích, čtvercích, trojúhelnících, v téměř každém geometrickém tvaru. Se změnou století byl zahradnický vkus změněn. Tak jako každá nesmyslná móda je schopna přecházet z jednoho extrému k dalšímu, svět řekl že "Příroda si oškliví přímku". Dokonalost v zahradničení podle nového vkusu sestávala z vlnité linie a bylo nezbytné vymazat každou stopu umělého zásahu. Tak byl nyní nejeden vysoký strom, pýcha a sláva našich starověkých paláců, vykořeněn, protože to stál ve stejné linii se svými kolegy a současníky. Protože tyto řady statných veteránů nemohly, jako regiment vojáků, vpochodovat do nových tvarů, podle nového taktického systému, byly nemilosrdně skáceny. Ne pro zobrazení krásné scenérie za nimi, ale pouze pro rozbití jejich řad. Zatímco několik z nich bylo ušetřeno, aby mohly být vytvořit čety, což bylo nazýváno shluknutím aleje (clumping an avenue). …Původní linie mohou být snadno vysledovány podle stromů, které zůstávaly, a později tvořily shluky. Ty jsou roztroušeny kolem, jako duchové bývalé aleje, nebo obludné tvary, které nemohly být potlačeny.“

## Rozdělení
Z hlediska prostorového uspořádání lze rozlišit
- pravidelné aleje – dřeviny v řadách nebo v pravidelných skupinách (je možné členění i podle počtu použitých řad)
- nepravidelné aleje – dřeviny jsou zde vysázeny v nepravidelném rytmu tvarovém i půdorysném

Z hlediska jejich uplatnění lze rozlišit stromořadí
- uliční, v městské aglomeraci
- krajinná, ve volné krajině

V městských aglomeracích jsou stromořadí často jedinou složkou zeleně, která je svým významem nezaměnitelnou a nepominutelnou psychohygienickou složkou lidských sídel. Vlivem nepříznivých podmínek a různých technických příčin však z mnohých míst aleje mizí.

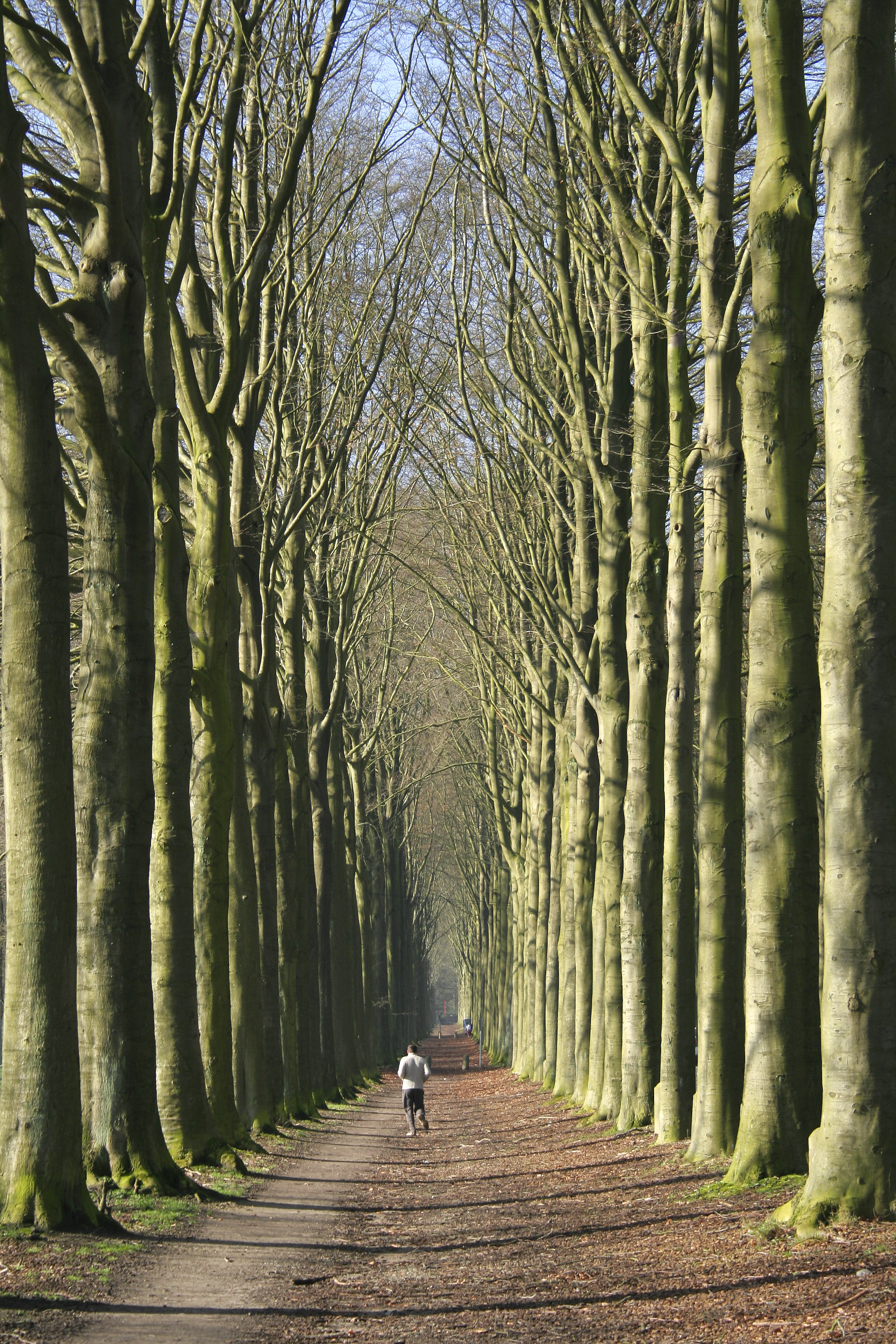
Cesta do Mariemont, Belgie, buky.

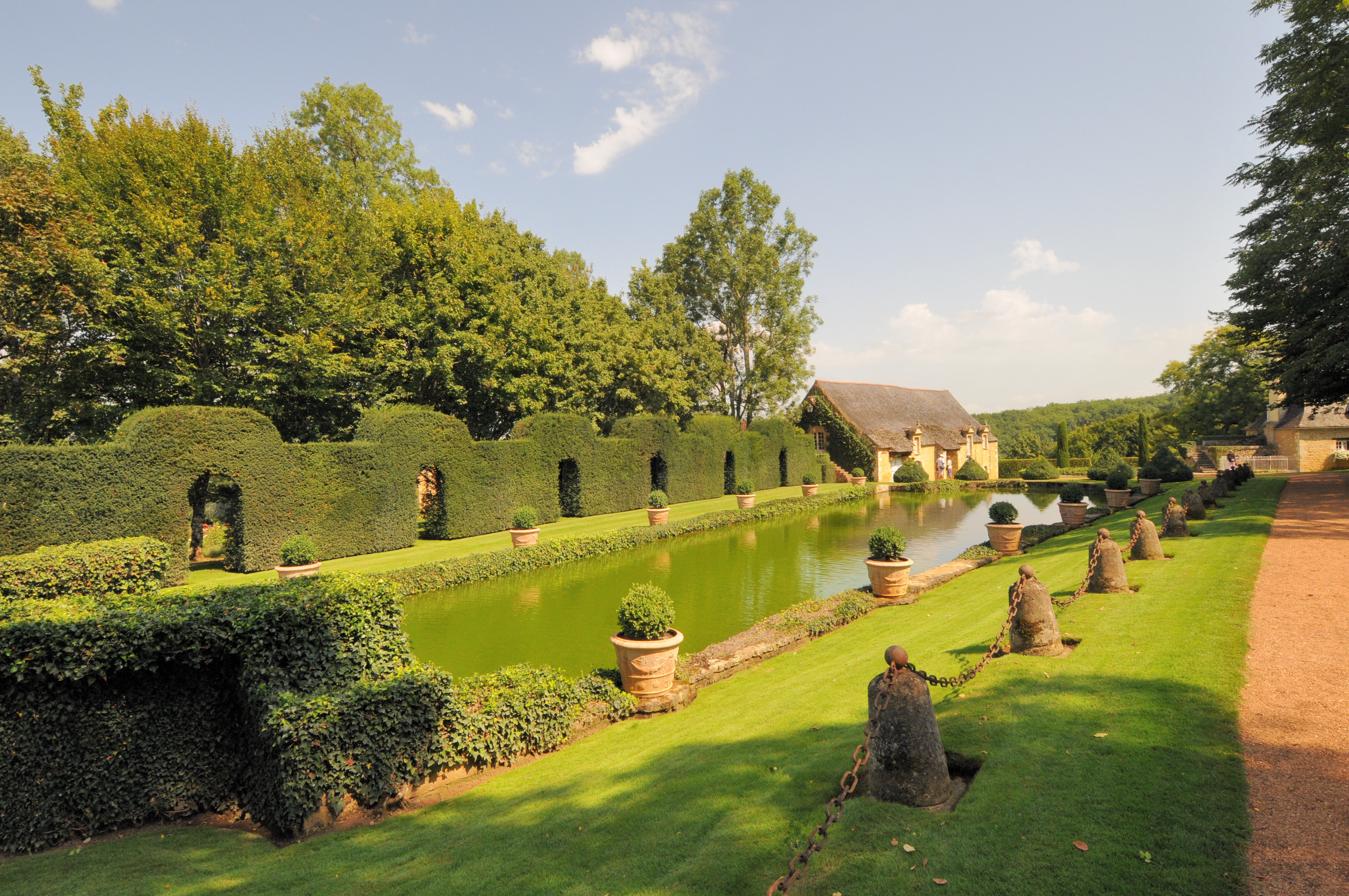
Zahrady zámečku Manoir d'Eyrignac (Francie) opakování stejného prvku.

## Sadovnické působení
V zahradnictví měly aleje především estetický význam, zejména svým vlivem zvýraznění a rozdělení prostoru, nebo zdůrazňováním dominant v kompozici.
Použití aleje má zřejmě největší význam v rovinatých oblastech jinak intenzívně zemědělsky využívané krajiny, kde je hlavní složkou zeleně. Na vhodných místech, které nelze zemědělsky využít je zde vhodné aleje doplnit skupinami dřevin.
Aleje jsou výrazným krajinným prvkem, který je považován za zkrášlení krajiny, stejně jako jindy za zohavení krajiny.
Jednotvárně působí aleje, pokud jsou příliš dlouhé a s jednotným rozestupem stejného druhu dřeviny. Takové sadovnické úpravy působí na diváka únavně a snižují i pozornost řidičů motorových vozidel. Proto by se u alejí podél frekventovaných komunikací měla být jistá pestrost a proměnlivost, ať už daná jiným způsobem výsadby (nepravidelné kompozice), nebo výraznými rozdíly v použitých druzích dřevin (například použitím rytmu, viz Sadovnická tvorba).

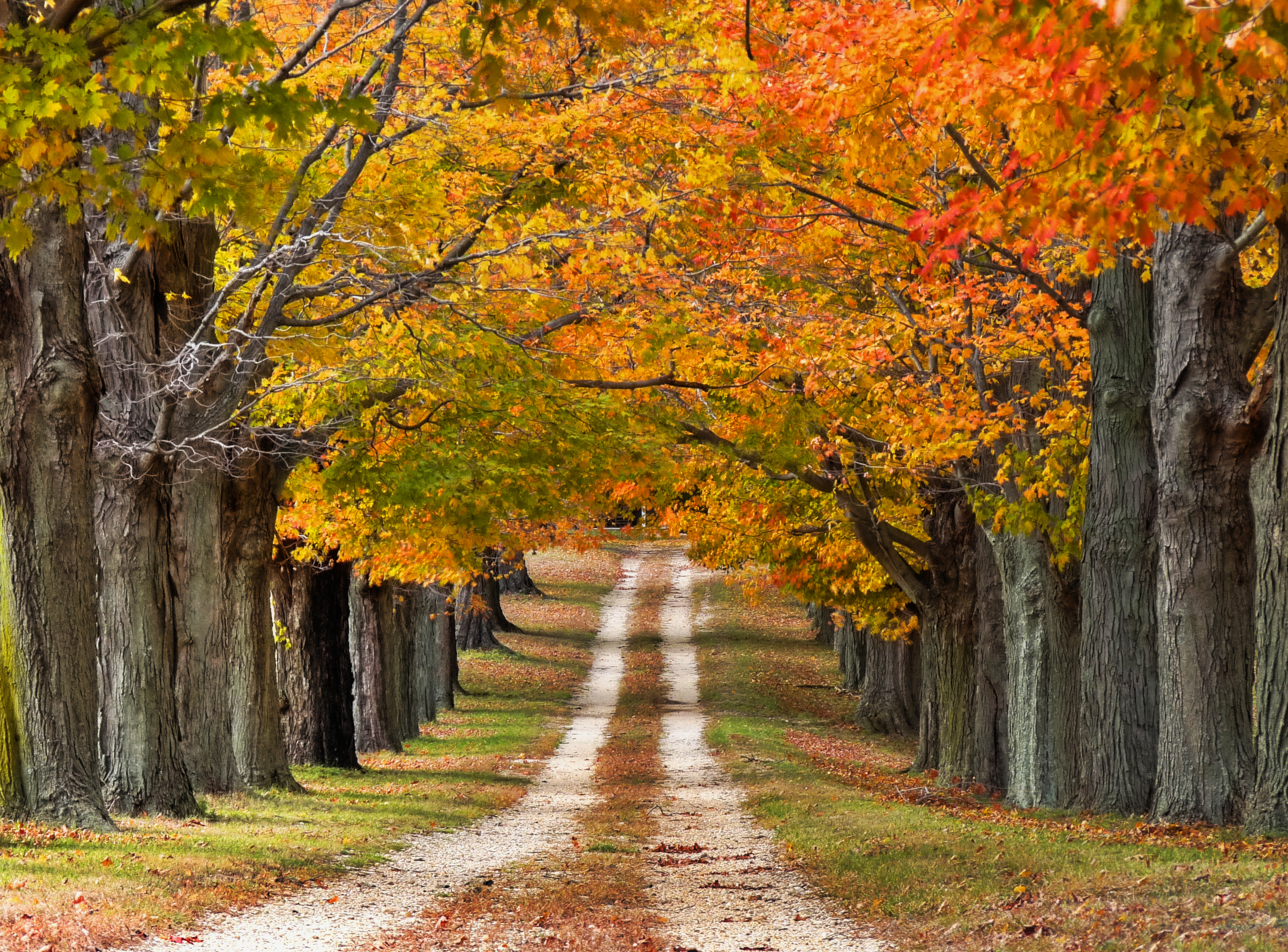
Alej v Millstone, NJ. Svažující se cesta s alejí.

Aleje použité jako významný motiv příjezdu k určitému zdůrazňovanému místu by neměly být nepřiměřeně dlouhé, neboť se místo dojmu vznešenosti dochází k únavě diváka. Význam aleje často zvýrazní pravidelný řez dřevin.
Aleje vytvářené výsadbami ovocných stromů podél komunikací a vodních toků jsou pro ČR typické a i nepravidelným charakterem používaných dřevin dávají zcela mimořádný ráz krajině, malebnost a současně úpravnost. V období třicetileté války a po druhé světové válce, především při kolektivizaci zemědělství, došlo k značnému snížení počtu alejí. Při opakujících se mrazových kalamitách pravidelně dochází k poškození alejí. (Např. v roce 1929 došlo v Čechách podle dobových odhadů k úhynu asi jedné poloviny veškerých ovocných alejových porostů.)

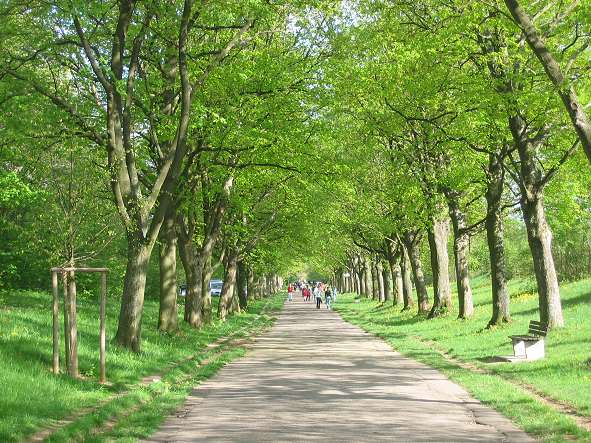
Jarní alej.

V některých případech je vhodné nahradit stromořadí jinými formami zeleně, např. mobilní zelení v nádobách, zvýšenými záhony s květinami, pokryvnými keři i vhodnými vyššími dřevinami. V pěších zónách měst lze aleje kombinovat s jinými výsadbami a doplnit odpočívadly.

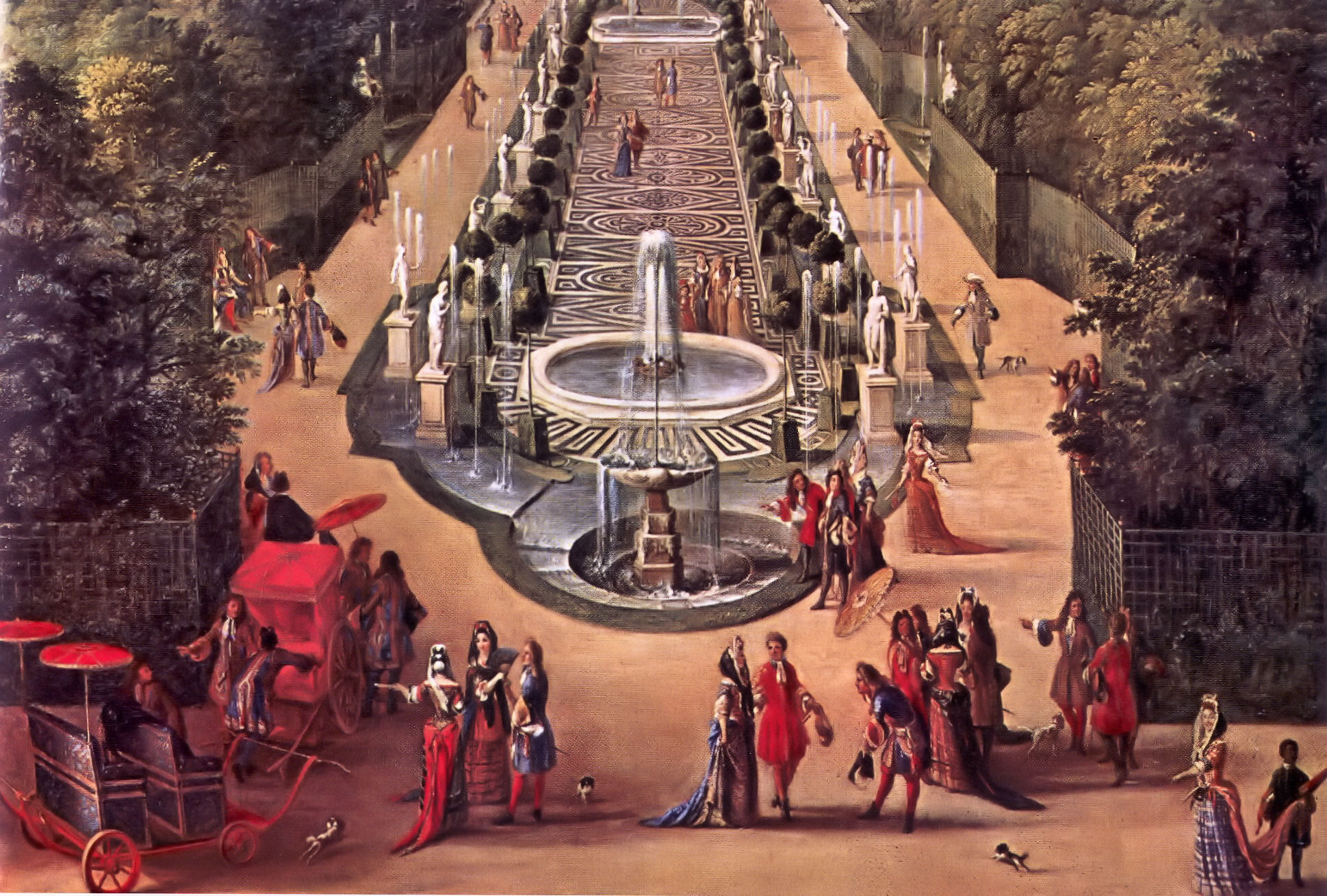
Efektní dekorativní aleje lze vytvořit i pomocí dřevin s malou korunou.

### Estetické působení
V minulosti byly aleje do 18. století oblíbeny, od 18. stol. do 19. století však vlivem změny vkusu a kulturní revoluce většinou neoblíbeny a odsuzovány. Od začátku 20. stol jsou pravidelné výsadby znovu oblíbeny.
Tvar a uspořádání prvků kompozice se jeví divákovi jako systém různých linií a čar, které ohraničují nebo vyznačují formy těles. Tyto čáry jsou v sadovnictví jen pomocným prvkem, který si do svého obrazu přimyslíme nebo vkládáme pro snazší analýzu uměleckého díla a soustavy. Tyto pomyslné linie ovládají podrobnosti celé kompozice a na jejich vzájemném uspořádání závisí především efekt uměleckého díla. Podle toho, jak a kde se tyto pomyslné linie uplatňují, rozlišujeme je na linie osové, obrysové a perspektivní.  Linie u množství různých a různě upravovaných dřevin nepůsobí roztříštěně pouze díky ucelenosti díla.

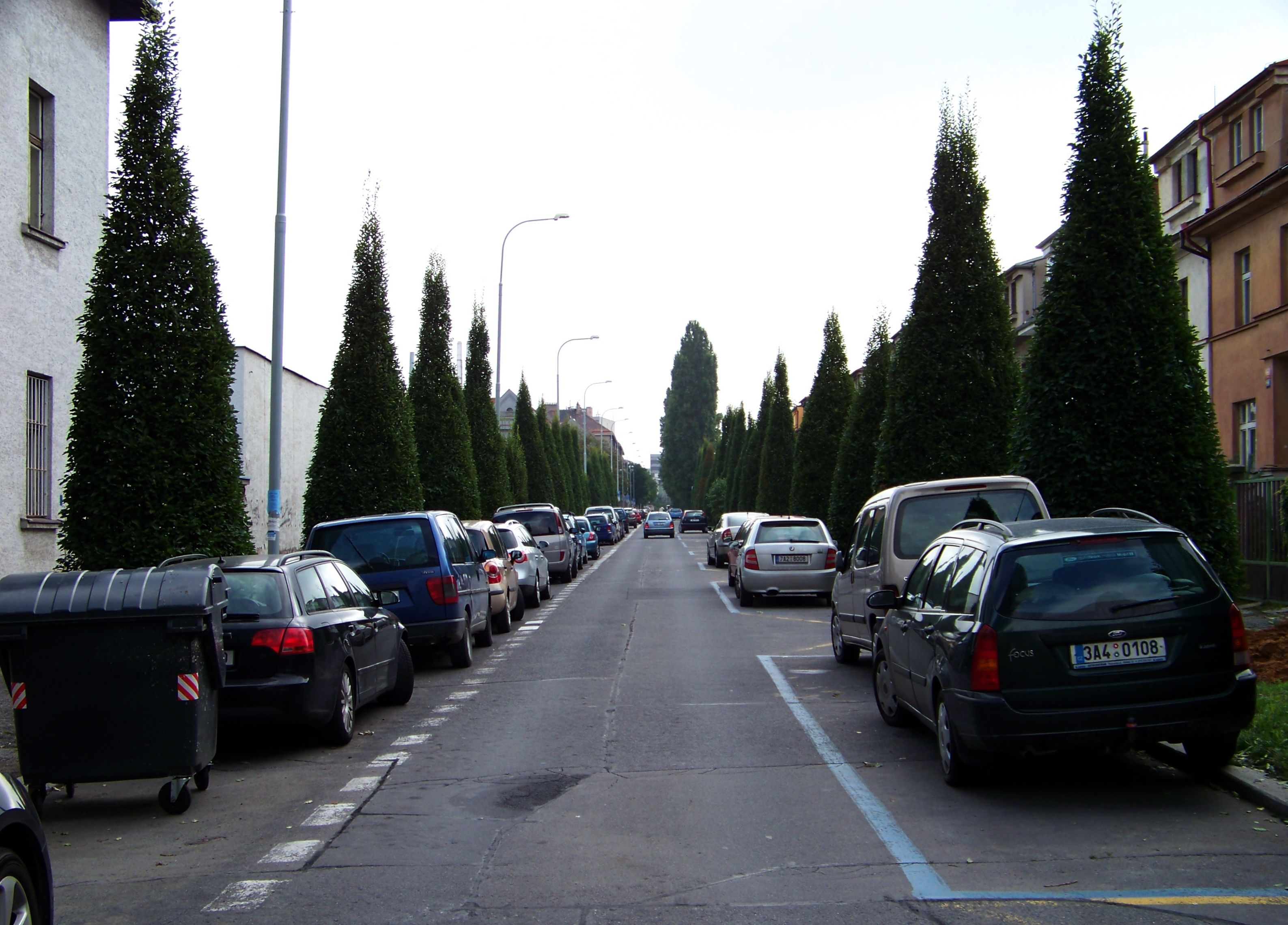
Alej ze sloupovitých habrů v ulici Jeseniova, Praha

Perspektivní linie, vyjadřující v prostoru sbíhavost k tzv. styčnému bodu, mohou být buď totožné s obrysem předmětu (linie terénu, domu, okraje cest, břehy potoka a řeky). Linie mohou být také pouhou a pomyslnou spojkou vrcholů stromů, jak je tomu například u alejí. Oko je při posuzování obrazu (partie) těmito liniemi silně přitahováno a vedeno na ta místa, kde se linie vzájemně vyrovnávají. Proto jsou průsečíky linií body zvláštního zájmu (zaostření) a jako takové musí být umístěny v zajímavé části obrazu. Když není zájmová oblast dosti zajímavá, musí být její zajímavost zvýšena vhodným doplňkem, například. zajímavým stromem, dominantou, nebo solitérou, květinami nebo uměleckým výtvorem. Pokud linie působí příliš jednotvárně, lze přerušit fádní linii probírkou (vytvořit rytmus) nebo linii přerušit předsazením výrazného stromu, jehož vrchol ji převýší. Jinou možností je vysadit nižší dřeviny jako porost pod horizontální linií a dát linii pohyb.
Opakování, pravidelný rytmus podporuje jednotu. Překročením míry použití může být jednota únavná, vedoucí ke stereotypu. Proto je vhodné pravidelný rytmus aleje ozvláštnit. Jednou z cest jsou rostliny, které se liší ve struktuře. Textura je natolik jemný prvek, že může být použit na řadu zahradních úprav, aniž by zničil jednotu vyjádření. V souladu s kontrastem v dalších vlastnostech použitých rostlin lze rytmus stejných dřevin v pravidelných rozestupech povýšit na plynulý sled. Takto lze například v logickém rytmu použít výsady různě vysokých stromů podobných tvarem, stavbou koruny, ale odlišných například strukturou olistění. V sadovnictví tak lze použít k harmonizaci výsadby sestavu prvků, které mají sice některé vlastnosti viditelně odlišné, ale podobné,nebo příbuzné alespoň v jiných charakteristikách.
Při vytváření alejí by mělo být dbáno souladu, aby nedocházelo k tomu, že linie, které mají být symetrické, symetrické nejsou, jako například aby nebyly vytvářeny serpentiny procházející alejí, či klikatící se cesta podél přímé zdi nebo stavení. Aleje v zahradě mohou pomoci při vytváření přímé přístupové cesty k domu, která by obvykle působí poněkud násilně. Avšak „…cesta lemovaná stromy ve formě aleje může být přímá, aniž by byla hrubá. Vznešenost, ne slušnost, nebo elegance, je výraz, který má být vytvořen.“
Pokud jsou skupiny dřevin vysázeny v určité zákonité posloupnosti, vzniká opakování a rytmus. Mění-li se postupně i alespoň jedna charakteristická vlastnost, tak aby změna byla patrná v plynulé radě a v určitém směru, nazýváme efekt, který takto vznikl, sled.
V průběhu rytmu se může měnit tvar, velikost nebo zbarvení, ale většina ostatních vlastností zůstává stejná. Sledem dodáváme obrazu pohyb, z rytmu se stává příběh. Pro toto uspořádanější je nejvhodnější pokud, můžeme změny plynule pozorovat. Jakkoliv mohou být v okolí sledu i jiné zajímavé obrazy nesmějí porušovat souvislost sledu a rytmus pohybu. Limitujícím prvkem který výrazně ovlivní působení aleje je její velikost.
Působení aleje je založeno na opakování stejného prvku. Tento primitivní způsob dekorace byl v období baroka tak rozšířen, že později[kdy?] vedl k fyzickému odporu k architektonickému stylu úprav, pravidelnostem a tím také nenávisti k alejím.
U kompozice, jakou je alej jsou linie zcela zřejmé, jednotnost prvku zřetelná a čitelnost díla snadná. Jednoduchá čitelnost úpravného díla vyvolává obvykle v jednoduchém pozorovateli velmi pozitivní emoce. Pozitivní emoce jsou cílem tvorby.

#### Kritika

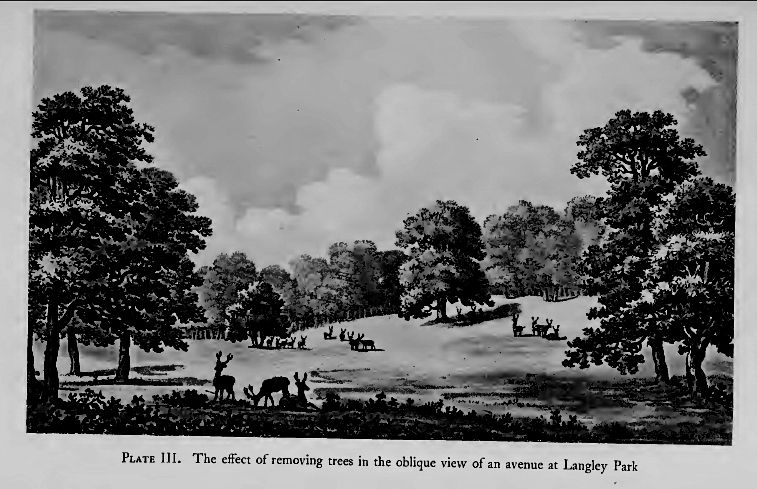
Účinek odstranění některých stromů z aleje (rozbíjení alejí). Šikmý pohled na takto upravenou alej v Langley Park, autor H. Repton

„Zdá se bylo stejně velice módní v tomto století zatracovat aleje, jako je bylo v minulém století módní vysazovat je. Jenže u alejí panuje tak malé pochopení pravidel estetiky, že většina lidí myslí, že to ospravedlní vyslovení názoru, který je v každém případě, jenom pouhým názorem:" Líbí se mi alej, " nebo, " Nenávidím alej ", takže si beru za své, analyzovat tuto pochvalu nebo odpor.
Je několik stupňů potěšení, které mysl odvozuje z lásky k řádu, jednoty, starobylosti, velikosti částí a souladu, jež způsobují, že do určité míry uspokojuje dlouhý pohled na perspektivu vznešené aleje. Pro potvrzení pravdivosti tohoto tvrzení apeluji na každého, který tyto pocity musel cítit, když navštívil vysoké aleje ve Windsoru, Hatfieldu, Burleighu, atd. Ačkoliv je třeba před zážitkem poukazoval na to, že nudná stejnost a mnoho nepohodlí, právem přinesly stromořadí špatnou pověst. Tato jednotvárnost je tak zřejmá, že díky aleji je veškeré překvapení, nebo rozmanitost kompozice ztraceno. Výhledy z každého domu v království mohou být omezeny na stejnou krajinu, jestli se rozhlížíte nahoru, nebo dolů, je to přímka. Hledíte na dvě zelené zdi přetvářející celou krajinu.

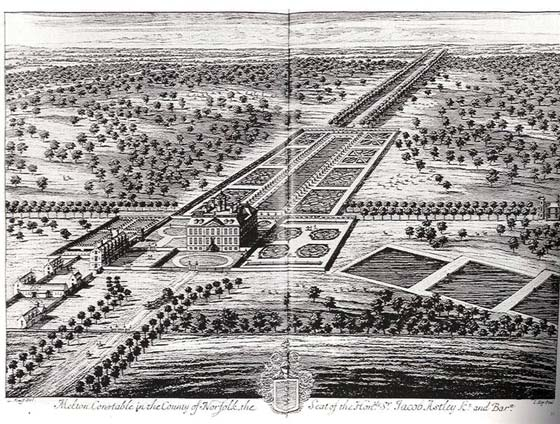
Melton Constable Hall, park navržený Capability Brownem v letech 1764-69

Mezi potíže které způsobují dlouhé přímé aleje, právem může být počítáno, že ve vichřici fungují tak, že nasměrují proud studeného větru s větší razancí na obydlí, jako by byl hnaný dlouhou rourou. Navrhuji však raději uvážit námitky v estetickém ohledu. Pokud je na konci dlouhé aleje umístěn obelisk, nebo chrám, nebo něco jiného, co poutá pohled, pouze omezenci, nebo děti tím budou uchváceni nebo potěšeni. Vkus nebo zkušenost, nenávidí nátlak a otáčí se pryč s odporem od každého vyumělkovaného primitivního pokusu vulgárně poutajícího pozornost.
Jedno ohromné zlo stromořadí je, že to rozděluje park a řeže jej do samostatných součástí, zabíjí jednotu trávníku, nebo lesa, která je nevyhnutelně příjemná, ať už je z jakýchkoliv dřevin. To je tak zřejmé, že tam, kde dlouhá alej probíhá parkem z východu na západ, je stěží možné se vyhnout rozlišování severního a jižního trávníku, nebo severní a jižní části parku.
Ale největší námitka proti alejím je, že (zvláště ve zvlněné krajině, nebo hornatině) často bude působit jako záclona natažená napříč, která znemožňuje pohled, který je nekonečně zajímavější než jakákoliv řada stromů, ať tak nebo onak úctyhodných, nebo krásných. Je třeba roztáhnout tuto záclonu na vhodných místech. Tato užitečná operace je nazývaná rozbíjení souvislých stromořadí. Protože se marně budeme snažit, odstraněním devíti desetin stromů v řadách, zabránit efektu aleje, který je zřejmý z obou konců.“

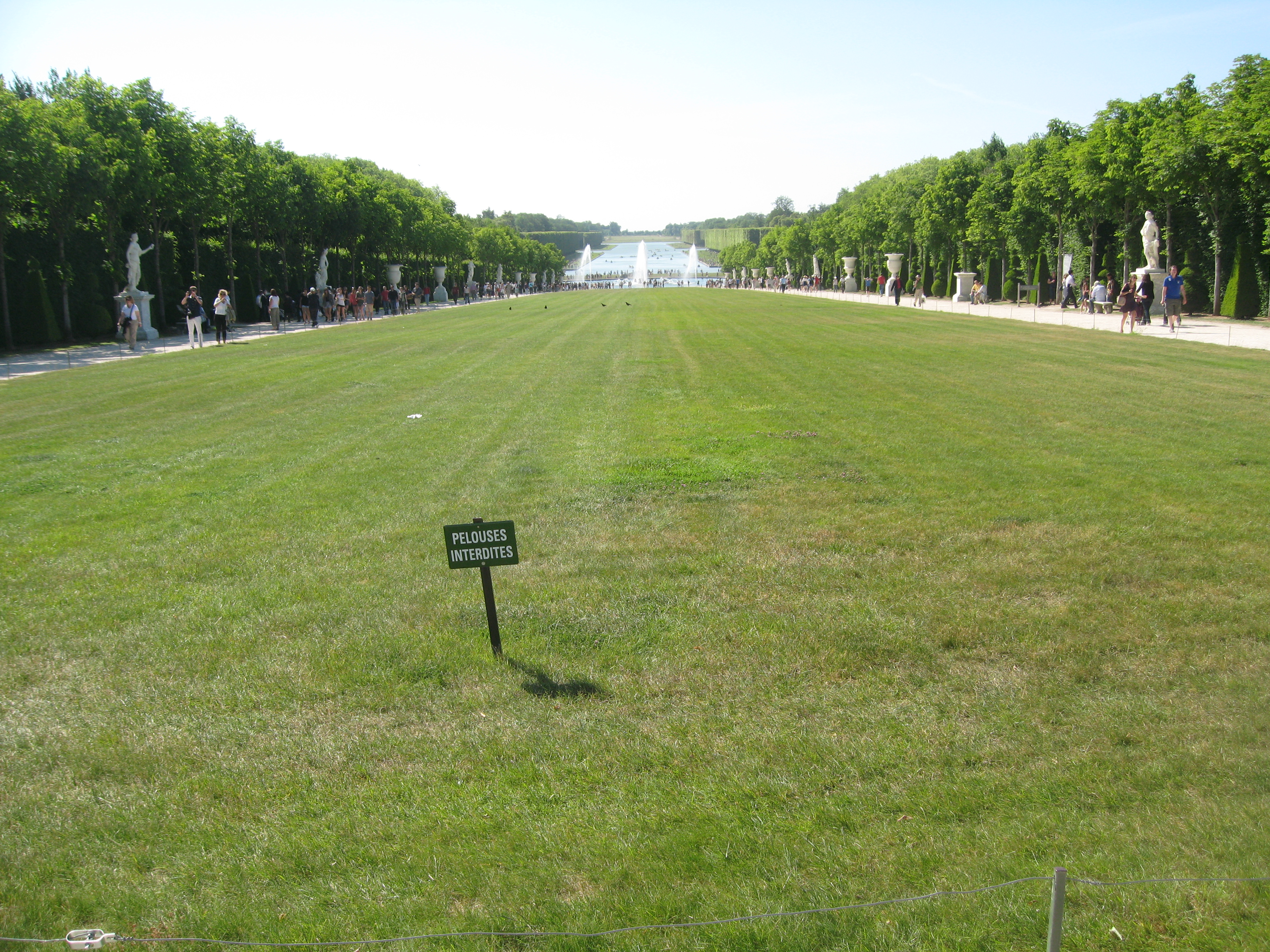
Alej kolem široké cesty vnímá pozorovatel jinak, než alej kolem úzké cesty.

#### Obhajoba
„Je opravdu potěšení krajináře vytvořit dlouhé aleje okázalých stromů. A jak úspěšné takové listnaté aleje byly v uspokojování tužeb mužských srdcí, se lze zeptat dějepisců, romantických spisovatelů a básníků k poučení. …Ulici je možné považovat za geometrický tvar a měl byl by být pravidelně řešen. To vyžaduje tři věci. Nejprve, řady stromů by měly být souběžné se směrem ulice. Za druhé, stromy by měly být vysázeny v jednotné vzdálenosti. Za třetí, jednotlivé stromy by měly být jednotné po všech stránkách tak, jak je to jen možné udělat. První dvě pravidla jsou dostatečně zřejmá. Třetí pravidlo je stále porušováno. Není neobvyklé najít dva, nebo více zřetelně odlišných druhů smísených v stejné řadě. Spisovatel si pamatuje, že viděl devět různých druhů v jediné řadě délky jen poloviny městského bloku. Tato řada byla úmyslně takto upravena nadšeným majitelem majetku. Jako by člověk pravidelně mohl přišít devět zcela rozmanitých knoflíků v řadě za sebou na přední straně svého fraku. Velké úsilí by dále mělo být dáno záměru aby všechny stromy …byly stejné velikosti a formy. …V řadě stromů jednoho druhu jsou-li dobře zapěstovány, vyplyne uspokojivá jednotnost obvykle bez další zvláštní pozornosti. Je, samozřejmě, nežádoucí, aby bylo zkoušeno s jakýmkoliv jilmem tvořit ve stromořadí přesný protějšek,… ale se stromy přesných forem toto úsilí rozhodně stojí za námahu. Jsou jisté druhy stromů, jež mají téměř architektonickou formu, jako například topol černý, a pro čistě ozdobné účely takové stromy mohou být použity se značným úspěchem ve stromořadí. Další stromy, jako túje, mohou být zastřiženy do zřetelně geometrických forem, by mohly nepochybně být používány s uspokojením v určitých případech pro stejné účely.“

## Rizika

### Škodlivé vlivy ovlivňující aleje
Z nepříznivých vegetačních podmínek často alejové dřeviny musí čelit suchu, žáru, neprovzdušněné a často znehodnocené chudé půdě, obyčejně s vyšší hodnotou pH. Aleje také poškozuje zasolení a jiné škodlivé látky v půdě, znečištěné ovzduší (exhaláty, výfukové plyny, prachové částice). Poškození dřevin v aleji městské zástavby však může být rovněž vyvoláno i agresivním působením psí moči. Těmito vlivy oslabené stromy jsou více napadány škůdci i chorobami. Přímé umělé osvětlení, nebo blízkost tepelného zdroje rovněž narušuje biorytmus dřevin a může způsobit další poškození. Četné jsou i mechanická poškození vlivem stavební činnosti, provozu vozidel, vandalismus.

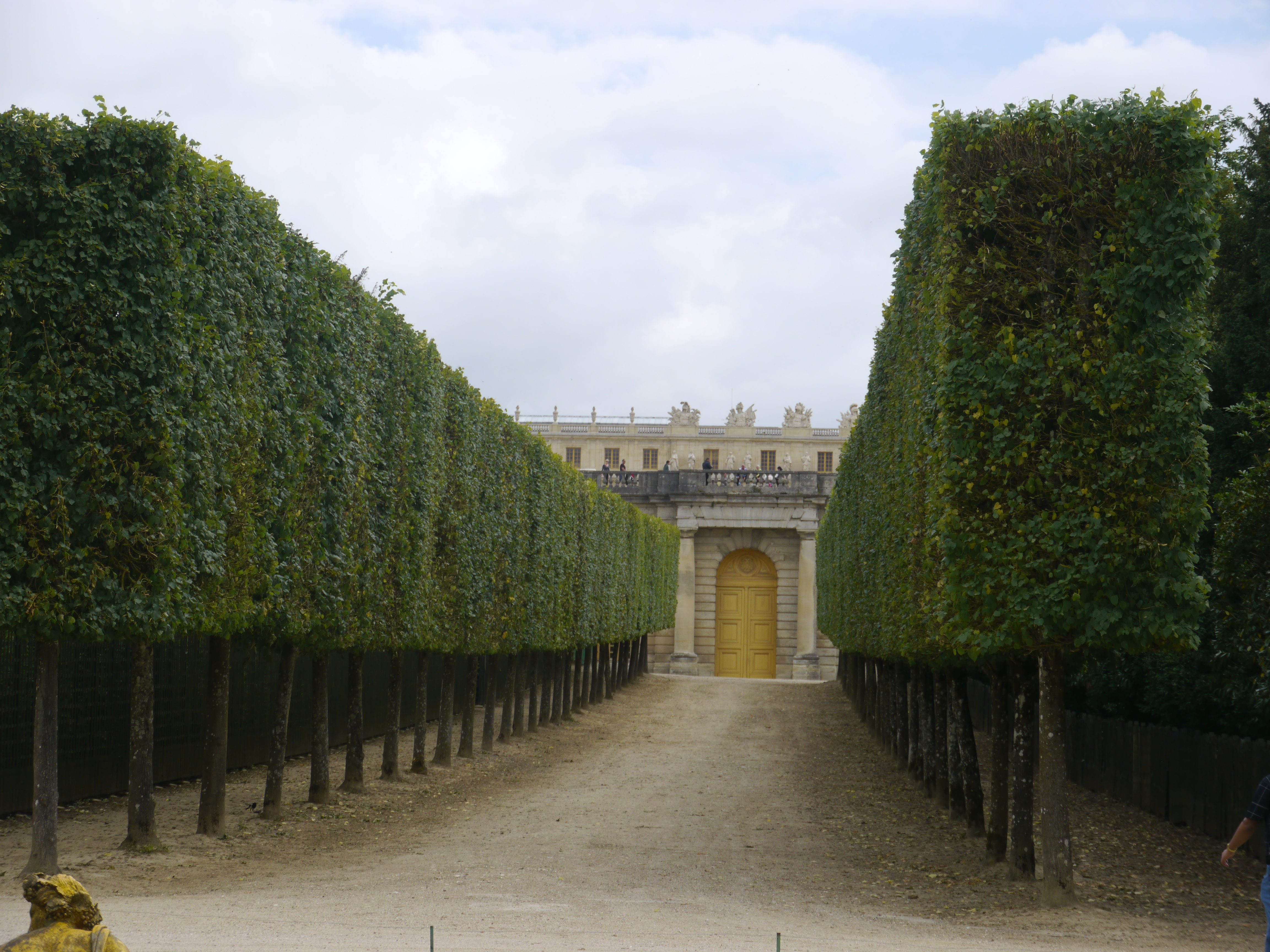
Zapojené stříhané stromy v aleji, vysazené blízko sebe, působí spíše jako živý plot.

### Škodlivé vlivy aleje na okolí
Jsou dány neodborným, chybným rozhodnutím odpovědného pracovníka. Vážnou chybou je výsadba alejí alergenních dřevin, nebo dřevin s alergenními složkami plodů a květů v hustě obydlené výstavbě. Stejně tak je vážnou vadou výsadba dřevin s plody, které jsou oblíbenou potravou vos a včel v blízkosti chodníků, nebo v množství zvyšují kluzkost ploch chodníků. Trnité dřeviny (např. akát) je třeba vysazovat v rozumném odstupu od chodníku.
Vážným rizikem jsou padající větve a běžně používané stromy s křehkými a lámavými větvemi. Příkladem nevhodné dřeviny je například javor stříbrný (Acer saccharinum), nebo pajasan žláznatý (Ailanthus altissima). Tyto dřeviny v ulicích měst mohou být používány výhradně na základě základní neznalosti zodpovědného pracovníka či naprosté ignorance odborné literatury. Některé dřeviny používané a doporučované k výsadbě jsou invazivní i v ČR (např. pajasan žláznatý), nebo do okolí pronikají výmladky poškozujíc komunikace (např. topol Populus nigra). V současné době jsou v alejích vysazovány především lípy a javory, příležitostně lísky turecké. Nevhodnost tohoto výběru je dána především značně zvýšenými a zbytečnými náklady s údržbou v období opadu listů, plodů, u lípy i květů.

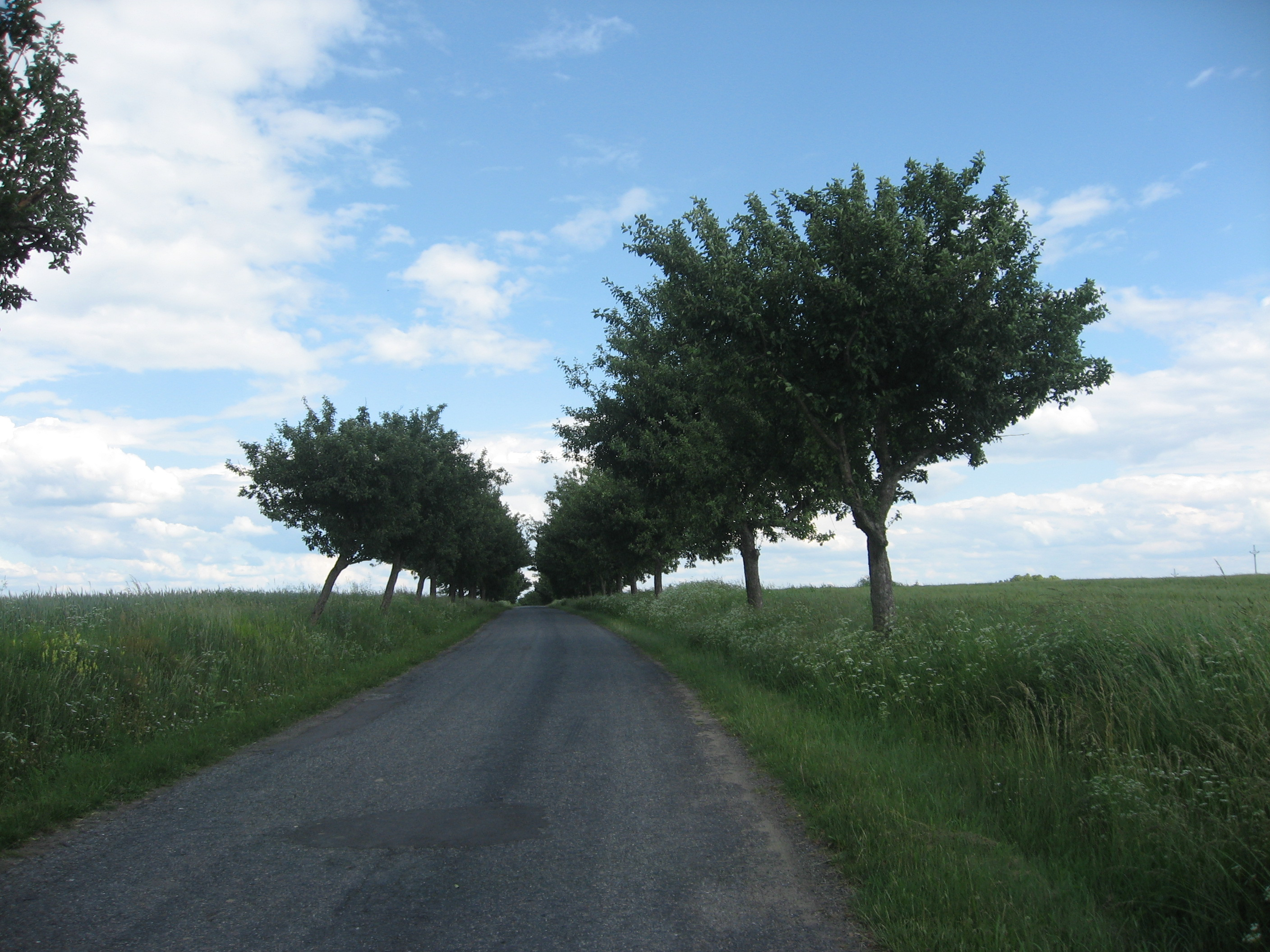
Použití ovocných dřevin - jabloní. Silnice mezi Pozovicema a Kamennou.

## Technické parametry
Průměrná nejmenší šířka chodníku v stromořadí ze stromů malých korun je odbornou literaturou doporučena 4 m (v řidší zástavbě 3,5 m, ve vyšší souvislé zástavbě 4,5–5 m). Vzdálenost nejbližšího stromu od rohu ulice a od vjezdu k budovám má být nejméně 2,5 m, od osvětlovacího stožáru 4 m a od oken domů 5 m. Od inženýrských sítí se musí dodržovat tyto vzdálenosti: kanalizace 1,5 m, teplovody a plynovody 2 m, vodovodní potrubí a elektrické kabely 1 m. Od obrubníku vozovky nebo chodníku mají být stromy vysázeny ve vzdálenosti 1 m. Další omezení mohou být dána zvýšeným provozem objemnějšími dopravními prostředky (svoz odpadu) a nové technologie stavby a údržby chodníků.
Aleje se nesmějí sázet, tj. ani obnovovat stávající, v ochranných pásmech inženýrských sítí. Podrobnosti upravují příslušné zákony v platném znění: č. 458/2000 Sb., č. 222/1994 Sb., č. 79/1957 Sb., č. 274/2001 Sb., č. 151/2000 Sb. Zákon č. 13/1997 Sb., o pozemních komunikacích, shrnuje především úpravu bezpečného provozu pod alejí a aleje rostoucí na krajnici nařizuje odstranit. ČSN 73 6101 Projektování silnic a dálnic dále stanovuje, kde a v jaké vzdálenosti mohou být stromy vysazovány z hlediska bezpečnosti.
U alejí sítě dopravních komunikací je doporučováno, pokud to technická hlediska dovolí, zrušení hlubokých příkopů a jejich nahrazení mírným svahem 1 :10, se spádem od vozovky. Na vhodných úsecích se sázejí dřeviny nejblíže 3 m od okraje vozovky. Je li alej doplněna keři, pak keře oddělují pruh trávníku od polí, umožňují z obou stran mechanizovanou práci těsně k pásu keřů a přispívají i k bezpečnosti provozu. Pás keřů v aleji je nezbytné přerušit v místech vjezdu na pole.
Výška kmene stromu u komunikací by měla být nejméně 3 m, raději však více, vzhledem k četnosti údržby a růstu dřeviny. Vzdálenost stromů v řadě je doporučena 8–15 m a podle potřeby a podle moderních názorů není nutné dodržet stejné vzdálenosti. V minulosti (do poloviny 20. stol) byla naopak preferována zcela stejná vzdálenost. Někdy je vysazováno stromořadí pouze na jedné straně ulice (ne na severní).
Výběr dřevin, zejména pro úzké ulice, je limitován vhodností a sortimentem. Kromě odolnosti dřevin vůči nepříznivým vlivům musí dřevina odpovídat velikostí koruny (stínění oken, doprava) a její tvar. Stromy nesmějí mít překloněné a křehké větve, přestože jsou takové kultivary distribuovány prodejci (vrby). Dřeviny nemají mít povrchové kořeny (např. topoly, břízy a katalpy), nebo větší plody (kaštan Aesculus h.) apod.

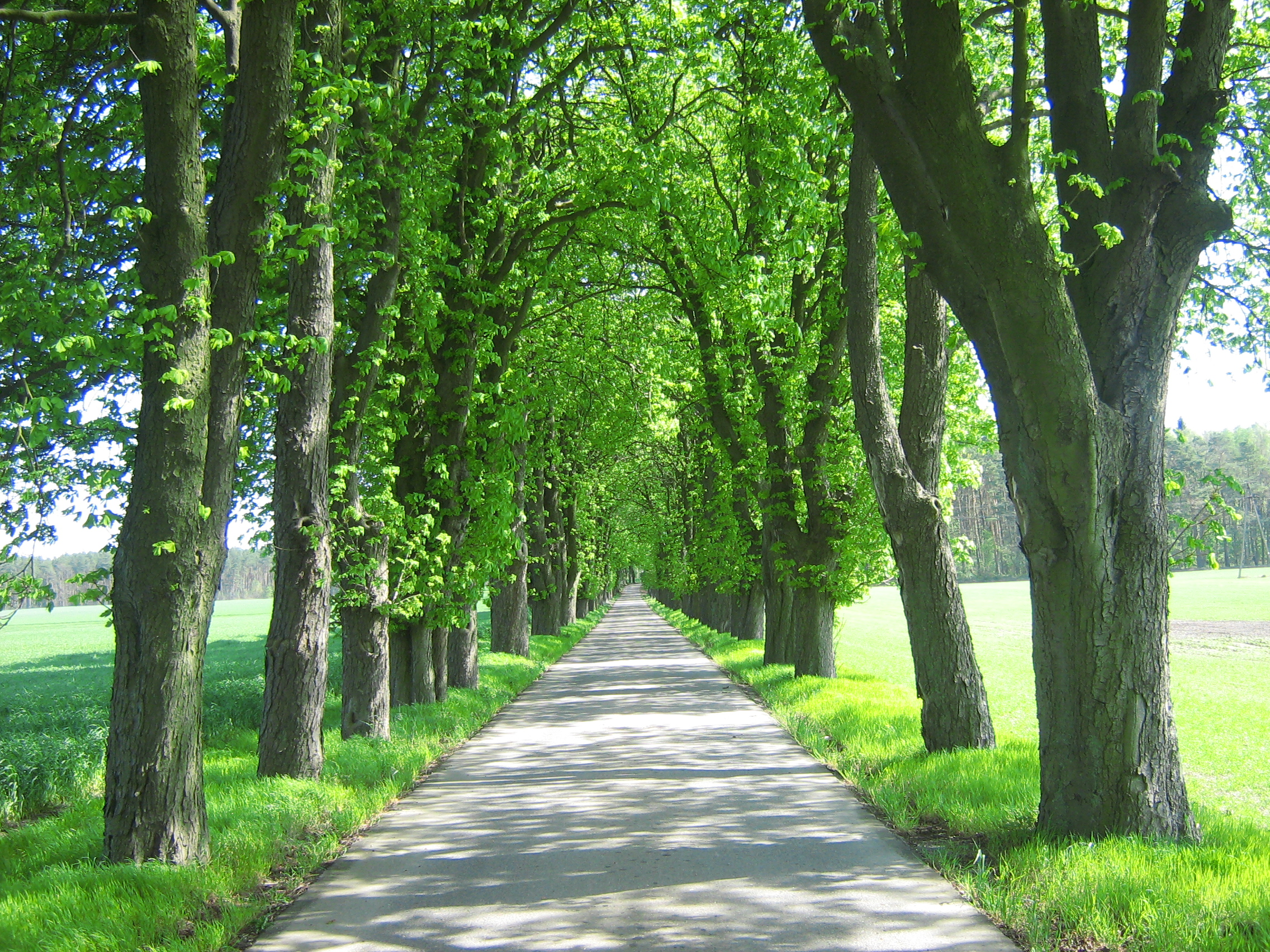
Alej koňských kaštanů (Aesculus), znatelný efekt perspektivy.

Novodobá výsadba a obnova stávajících alejí kolem cest je upravena ČSN 73 6101 Projektování silnic a dálnic. Výsadba souvislých stromořadí se nedovoluje u dálnic, rychlostních silnic a ostatních silnic I. třídy, dopravně významných silnic II. třídy. Stanovuje vzdálenosti výsadby u ostatních silnic II. třídy a dopravně významných silnic III.třídy. Stromy nelze vysazovat v dopravních ostrůvcích, v rozhledových polích v těsné blízkosti mostních a jiných stavebních objektů a prvků komunikace, nebo tam, kde by mohly zastiňovat dopravní značení apod“.

## Údržba
Aleje jsou vysazovány jako prvky s dlouhodobou životností a výrazně pozitivním účinkem, avšak jejich dlouhodobost a účinek zásadně ovlivňuje údržba. Přiměřená údržba alejí , stejně jako u všech dalších sadovnických prvků závisí především a zamýšleném efektu, důležitosti a finančních schopnostech majitele. Tedy výsadby na frekventovaných místech, kde jsou doplňkem cenné architektury musí být dobře udržované, často i pravidelně řezané.
Pro dosažení dostatečné kvality aleje a vyvážené nákladovosti je třeba sledovat i další podmínky racionální údržby vegetačního pásu, příkladně mechanizovaného sekání trávy.
Stanoviště alejových stromů v blízkosti frekventovaných komunikací bývá méně příznivé než v jejich přirozeném prostředí, což může ovlivnit i nevhodná volba dřevin. U dopravních komunikací je třeba provádět alespoň jarní udržovací řez dřevin, nebo kontrola. Okrasné dřeviny je třeba pravidelně kontrolovat zejména pro nebezpečí škody na životě a majetku pádem suchých nebo abiotickými vlivy odlomených částí koruny. Pravidelně jednou za deset let je vhodné provádět zmlazovací řez dřevin. Důležité pro údržbu aleje, bezpečnost a nákladovost, je především zvolit vhodný druh a kultivar dřeviny. Vhodným řezem špatně zvolených dřevin je každoroční řez „na babku“. Rostlinný materiál pro výsadbu alejí musí být určitým způsobem odborně připraven už ve školce a zapěstován pro svůj specifický účel.

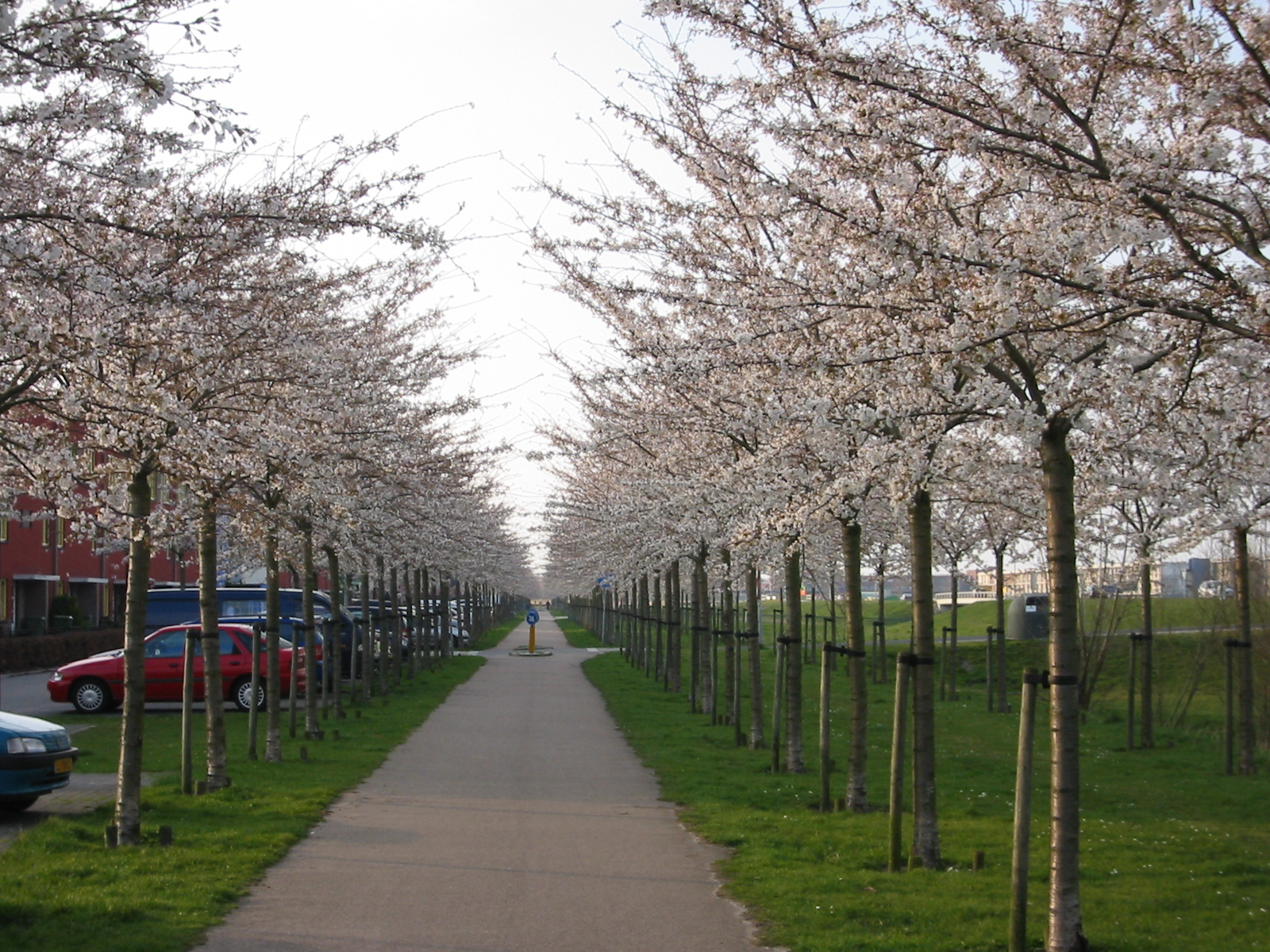
Alej kvetoucích stromů, zřejmě myrobalán, (Prunus cerasifera)

Výsadba a ošetřování dřevin jsou odlišné od běžných výsadeb a specifičnost se odvíjí zejména od náročnosti použití v zástavbě. Základním požadavkem na alejové stromy je použití odrostlejších sazenic, zhotovení velkých jam pro výsadbu s výměnou půdy, pravidelné hnojení a zálivka, ochrana proti škodlivým činitelům, výchovný a často i udržovací řez mladých dřevin, ochrana kmene mladých stromků a zabezpečení vhodného prostředí pro kořeny.
Lepší podmínky mají stromy ve volných pruzích na okraji chodníků vyvýšených nad úroveň terénu a osázeny pokryvnými dřevinami až středně vysokými keři. Méně vhodná je výsadba dřevin do neprodyšně pokryté plochy. V tomto případě je třeba aby dostatečně velké plochy kolem stromů (aspoň 3 m²) tvořil volný povrch vhodně chráněný např. mřížemi. Pro lepší provzdušnění a zálivku jsou obvykle používány děrované plastové drenážní trubky. V případě nedostatečného provzdušnění půdy hrozí nejen úhyn, ale i pád stromu.
V moderní době způsobuje poškození alejí rekonstrukce silniční sítě, ale především nevhodná údržba komunikací (solení vozovek, používání herbicidů), letecká aplikace agrochemikálií a také zrušení odborných skupin pracovníků silniční správy, které o aleje pečovaly v sedmdesátých a osmdesátých letech. Následkem neodborné nebo žádné péče pak dochází k zvýšení nákladů na údržbu, poškození dřevin, nebo nezbytnosti sanace dřevin.

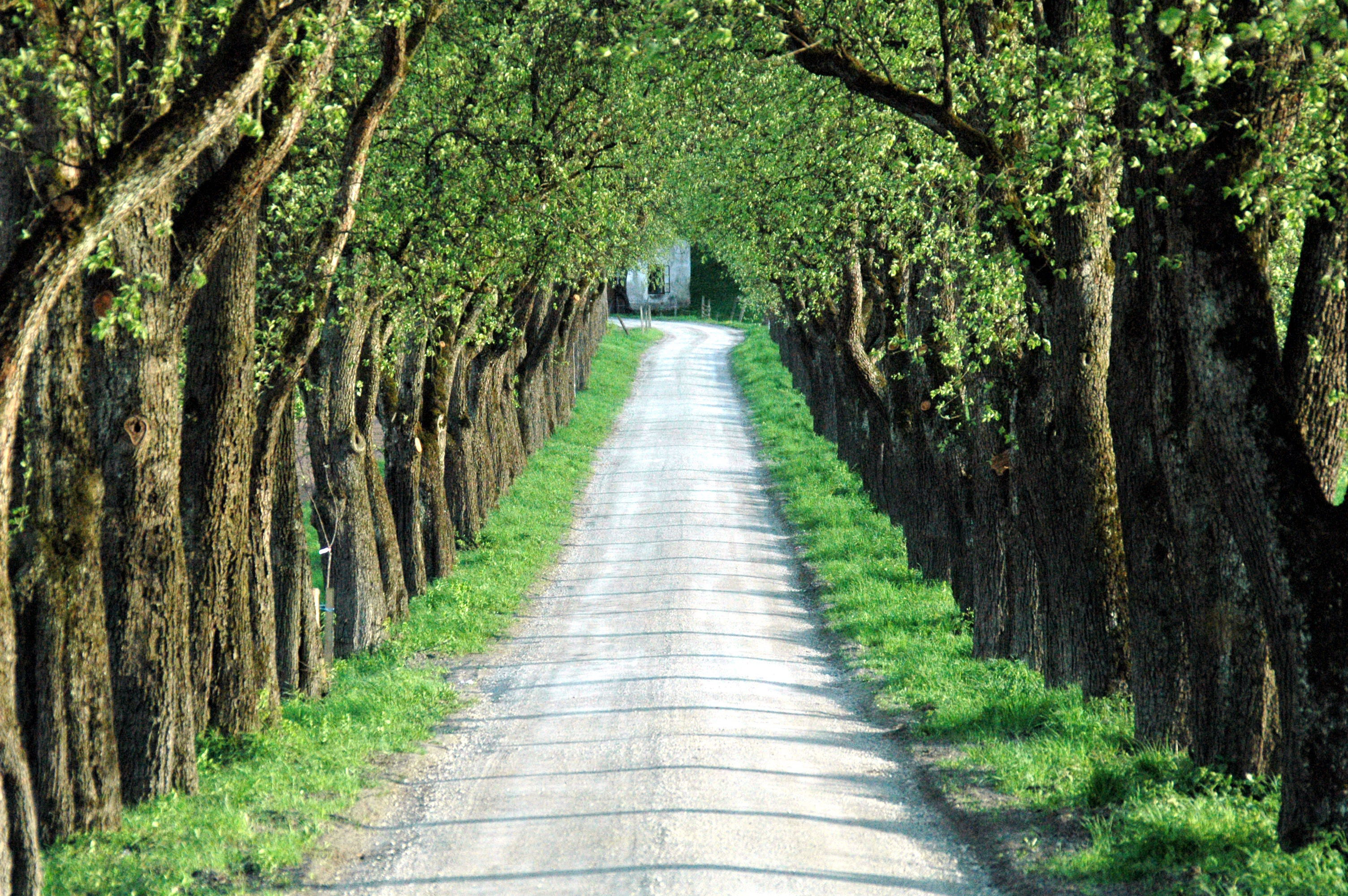
Stará alej, jaro. Nepravidelnosti zvyšují efekt malebnosti

## Vhodné dřeviny
Pro menší prostory, výsadby v parcích a ulicích jsou vhodnější menší dřeviny, a méně vzrůstné kultivary, s výškou do 10 m a s pravidelnou korunou. Některé příklady:
- Acer platanoides 'Globosum' – javor mléč, velmi oblíbený, pravidelná ploše kulovitá koruna, časem spíše široká
- Acer platanoides 'Brilantissimum' malý strom, na jaře růžové listy
- Crataegus laevigata ´Paul’s Scarlet´ na jaře cenné kvetení
- Laburnum anagyroides Med. – štědřenec odvislý, zapleveluje
- Laburnum x watereri ´Vossii´
- Malus Mill. – kultivary okrasné jabloně ozdobné kvetení i plody
- Prunus cerasifera Ehrh. – myrobalán, zejména červenolisté taxony ('Nigra')
- Prunus serrulata 'Amanogawa ' – třešeň pilovitá, úzce pyramidální
- Prunus serrulata ´Kiku-shidare-sakura´ klasická sakura
- Robinia pseudoacacia 'Umbraculifera' – trnovník akát, kulovitý
- Sorbus aria (L.) Crantz – jeřáb muk

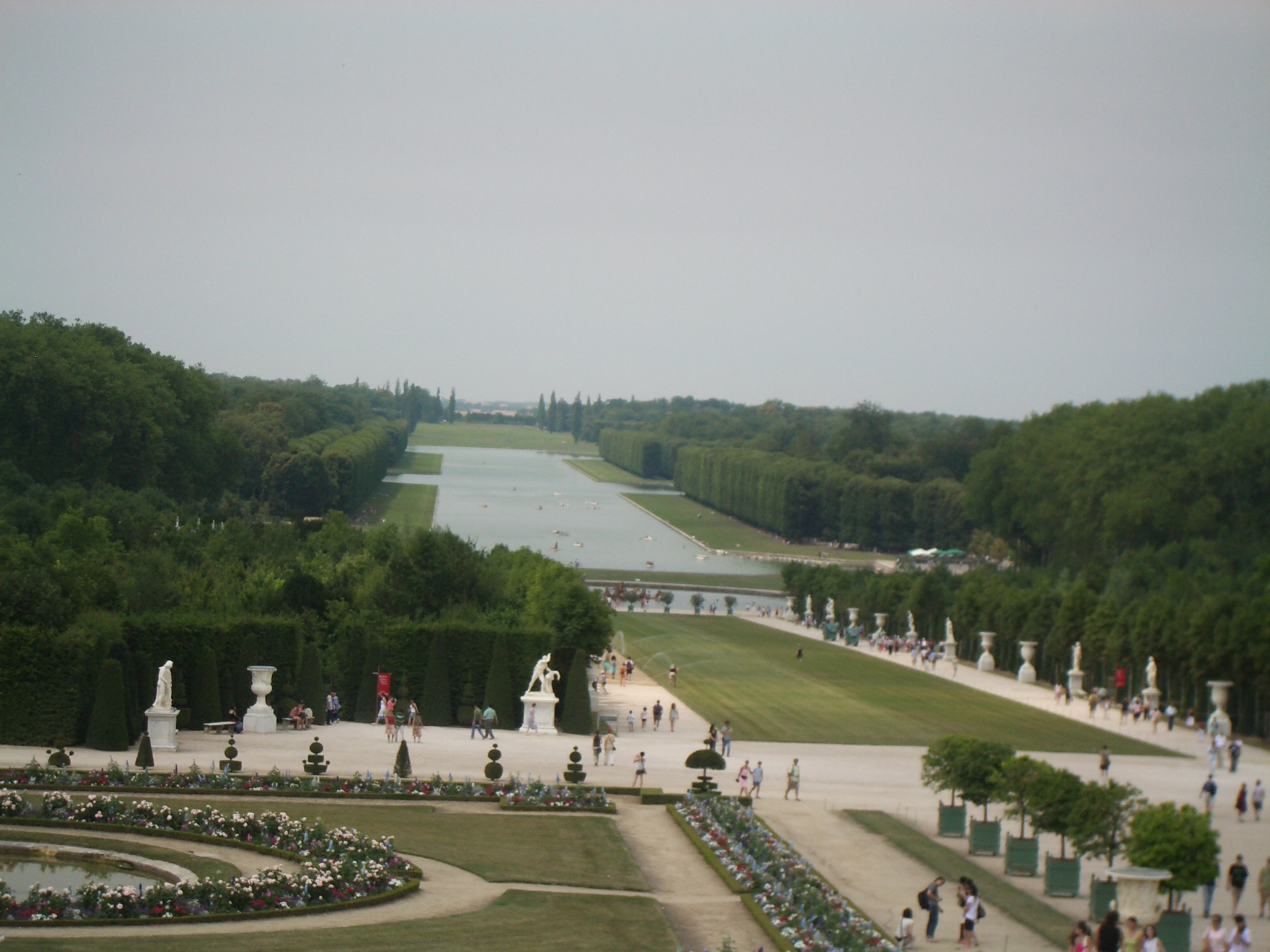
Aleje paláce ve Versailles

Pro větší prostranství a nikoliv v těsné blízkosti budov, lze použít například:
- Catalpa bignonioides Walt. – katalpa trubačovitá a její kultivary
- Carpinus betulus 'Fastigiata' – habr obecný, kultivar s pyramidálním růstem
- Koelreuteria paniculata Laxm. – svitel latnatý
- Sorbus intermedia ´Brouwers´ jeřáb prostřední

Dřeviny dorůstající výšky nad 10 m jsou vhodné do volné krajiny a v určité vzdálenosti od okraje komunikace. Příklady:
- Acer platanoides L. – javor mléč a jeho formy s barevným olistěním
- Acer pseudoplatanus L. – javor klen vhodné jsou jeho formy s barevným olistěním, původní druh zapleveluje
- Aesculus hippocastanum L. – jírovec maďal, s výhradami – padající plody, klíněnka
- Alnus glutinosa (L.) Gaertn. – olše lepkavá
- Betula verrucosa Ehrh. – bříza bělokorá (křehké větve), mírně zapleveluje

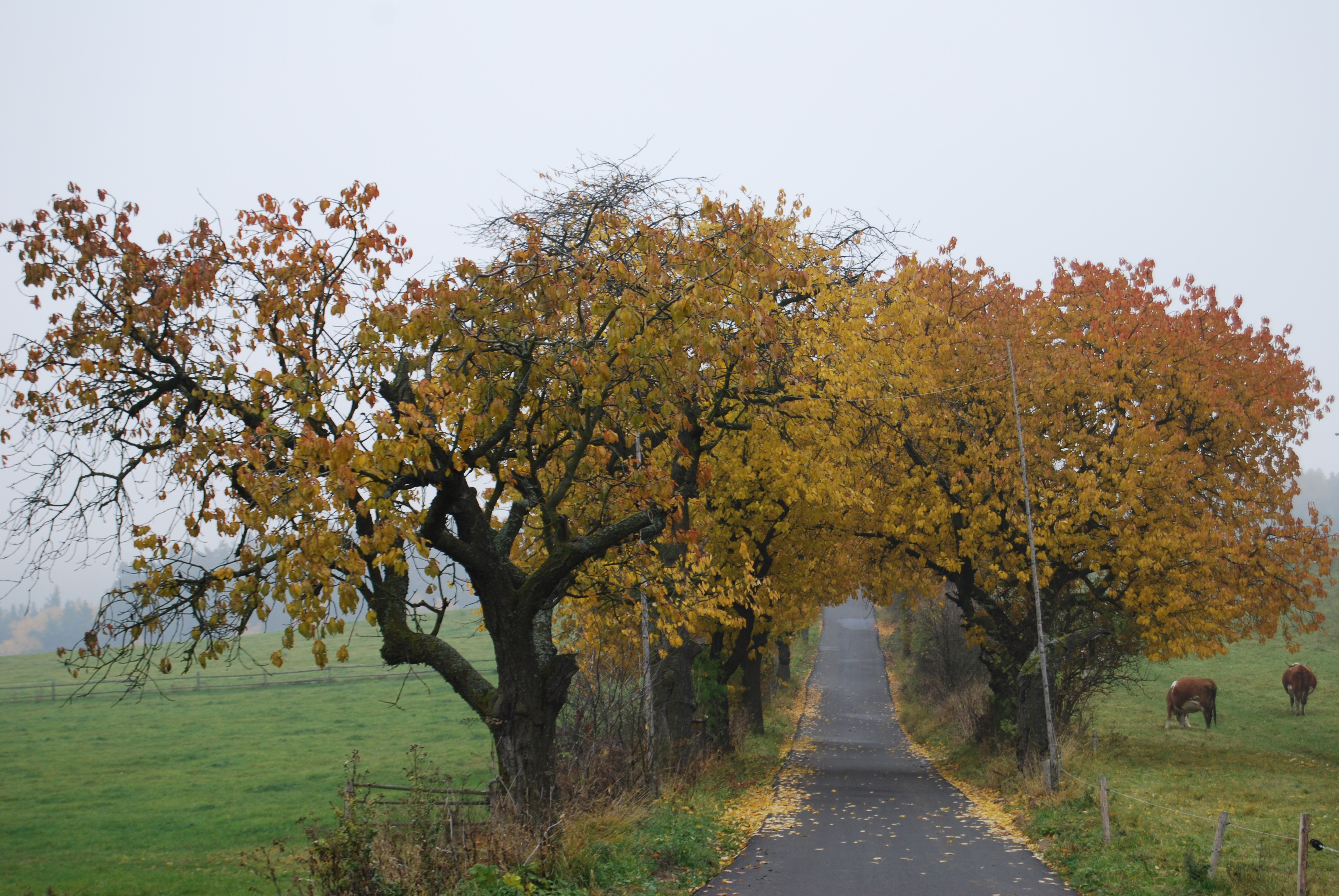
Třešňová alej na podzim. Alej Čestice. Okres Strakonice. Česko.

- Corylus colurna L. – líska turecká, (padající plody)
- Fagus silvatica L. – buk lesní a jeho formy s barevným olistěním
- Ginkgo biloba L. – jinan dvoulaločný
- Gleditsia triacanthos L. – dřezovec trojtrnný avšak spíše jeho barevný kultivar Gleditsia triacanthos ´Sunburst´
- Juglans regia ořešák královský
- Platanus x acerifolia (Ait.) Willd. – platan javorolistý, lámou se velké větve, nákladná údržba, dekorativní kmen
- Populus velké topoly jsou vhodné pouze do průmyslových aglomerací, nebo krajiny, rychle vzrůstné dřeviny, zvýšené náklady na údržbu
- Quercus robur L. – dub letní
- Quercus petraea L. – dub zimní
- Quercus cerris L. – dub cer
- Robinia pseudoacacia L. – trnovník akát, dekorativní kvetení
- Tilia cordata Mill. – lípa srdčitá, vhodná pro aleje ve volné krajině a ozdobné aleje

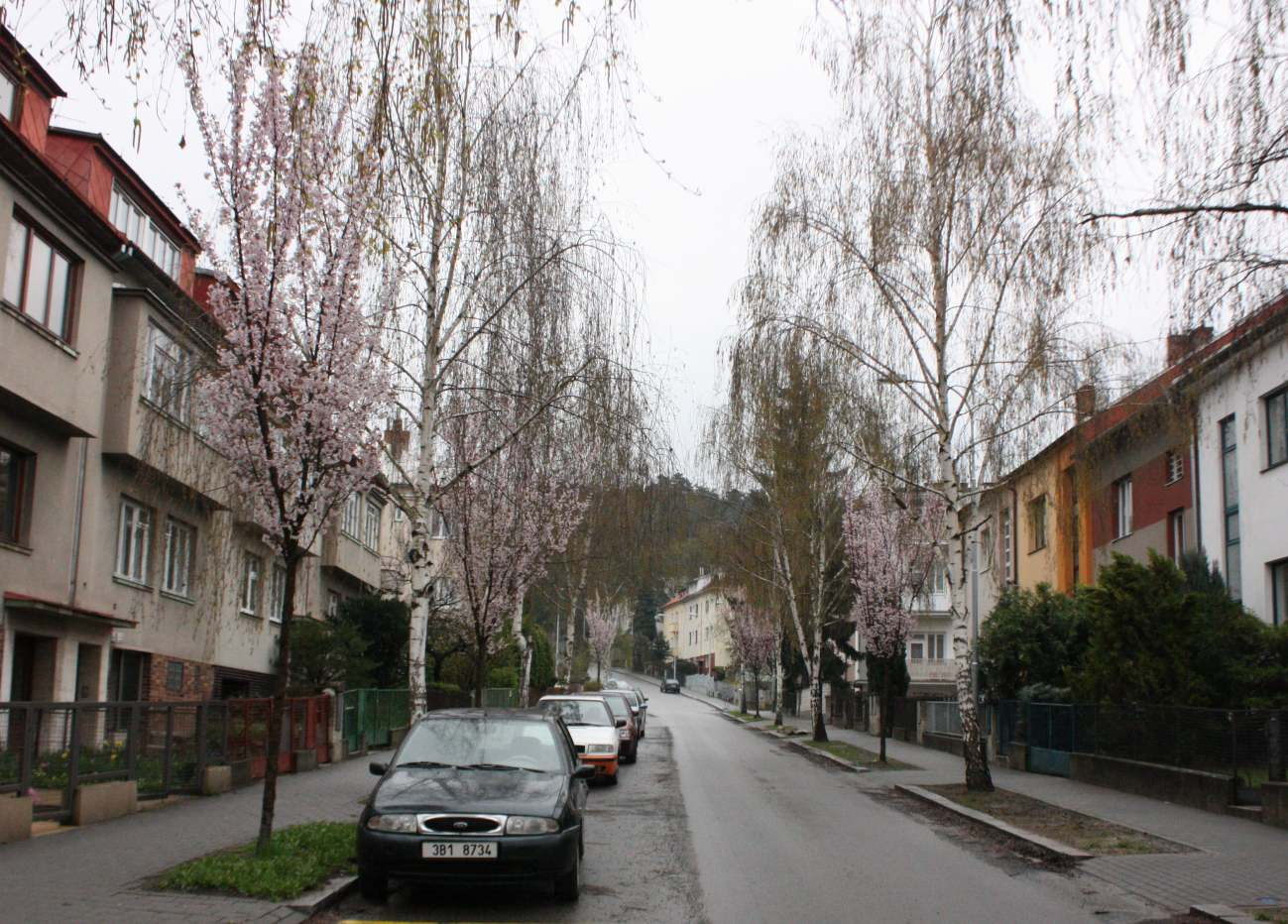
Alej bříz, jaro, Brno Žabovřesky
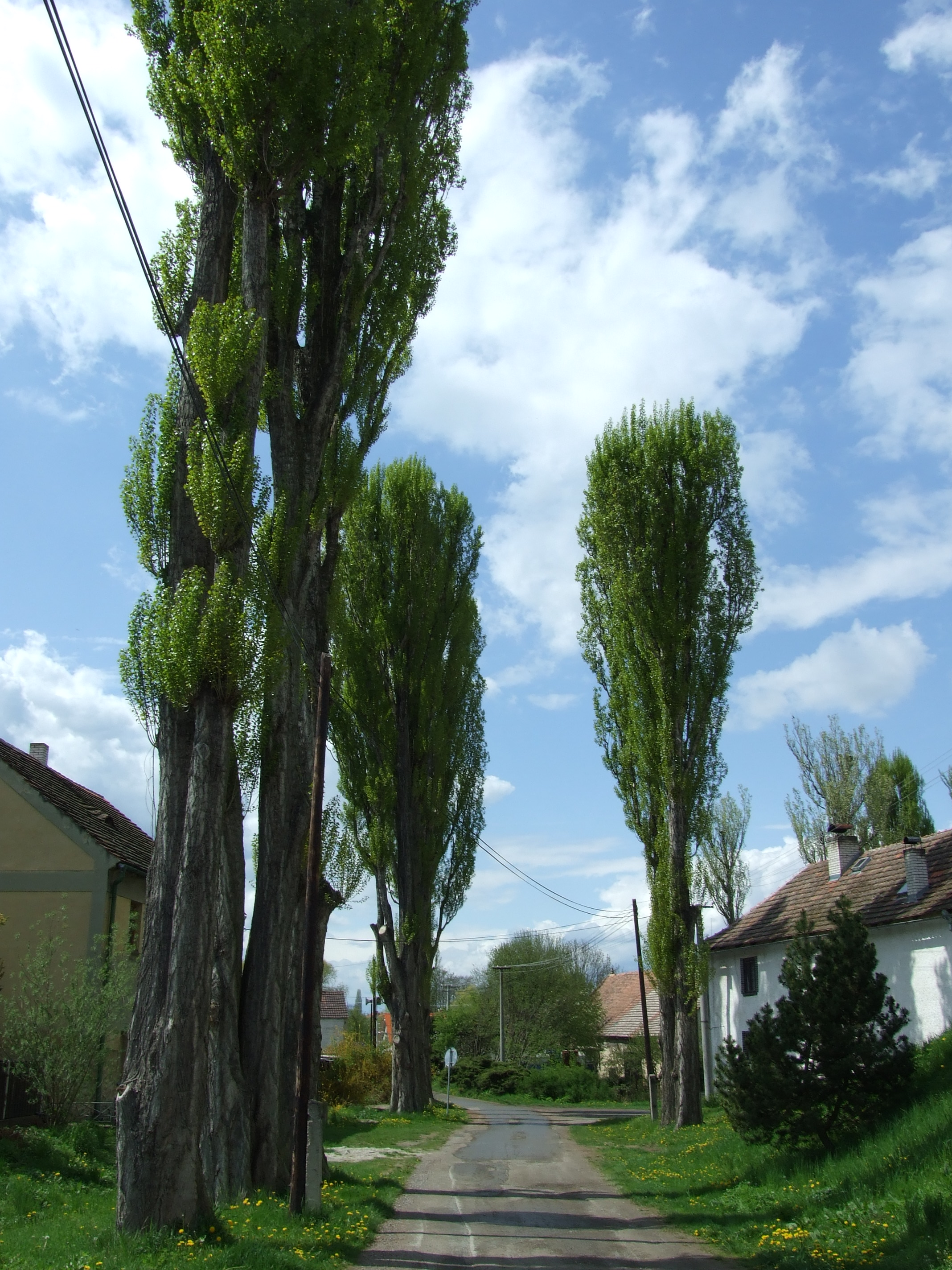
Topolová alej 2-3 rok po úpravě. Obec Číčovice.
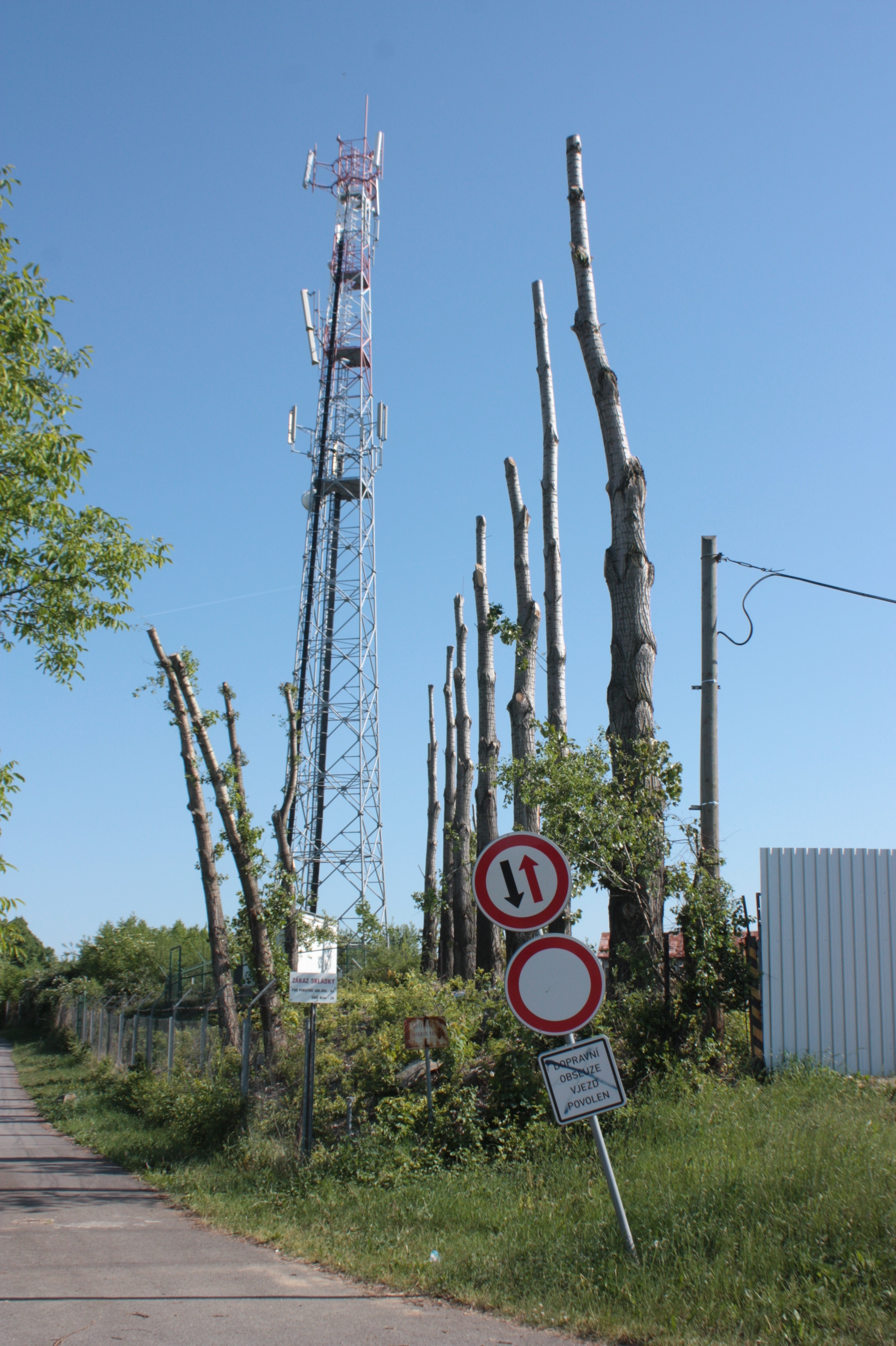
Topolová alej po zmlazení, D. Heršpice, Brno.
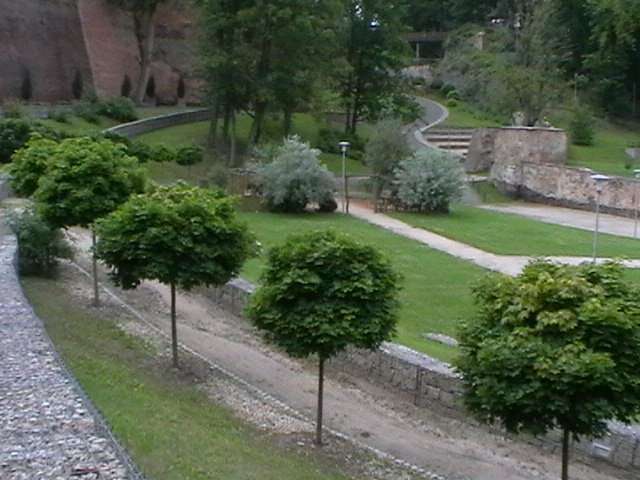
Alej javorů Acer platanoides 'Globosum' s kulatou korunou, Cheb, mladá výsadba
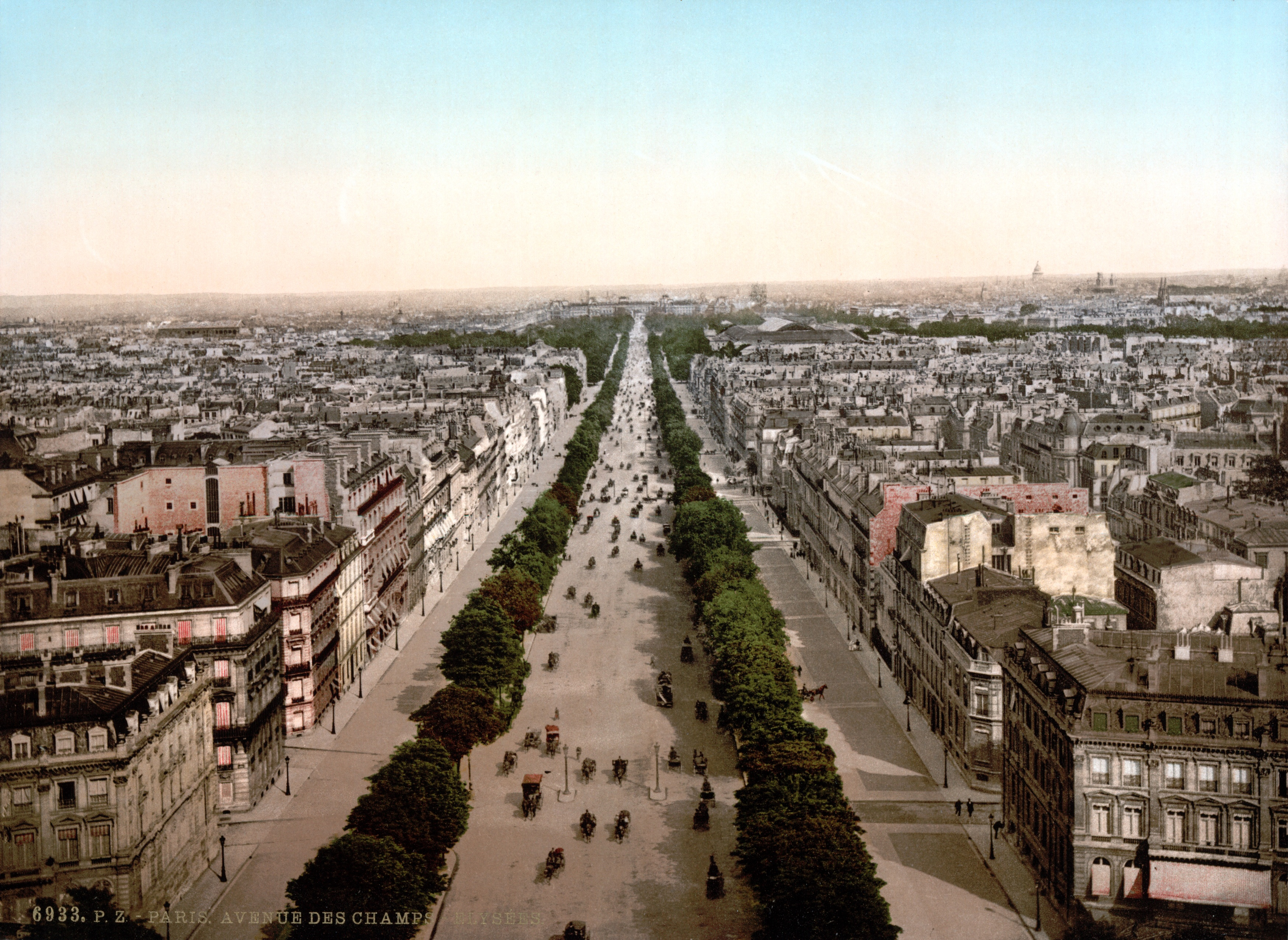
Použití v městské aglomeraci – Paříž, Champs-Élysées

## Ekologický význam
Ekologický význam alejí spočívá v tom, že tvoří stanoviště živočišných druhů v městské aglomeraci a v jinak nehostinném prostředí zemědělské krajiny. Aleje, zvláště s keřovým podrostem mohou být do jisté míry biokoridorem umožňujícím pohyb živočišných a některých rostlinných druhů mezi stanovišti. Zvláštní situace vzniká u alejí v rozpadu, které současně vyžadují sanaci nebo zásah proti šíření chorob a škůdců. Lze zde uplatnit Část druhou, § 5 Zákona o ochraně přírody a krajiny, nebo pokud je lokalita zařazena mezi evropsky významné lokality. Rozpadající se mrtvé stromy pak mohou z výše uvedených důvodů být hodnotným stanovištěm. Mohou pomáhat i v zemědělství.

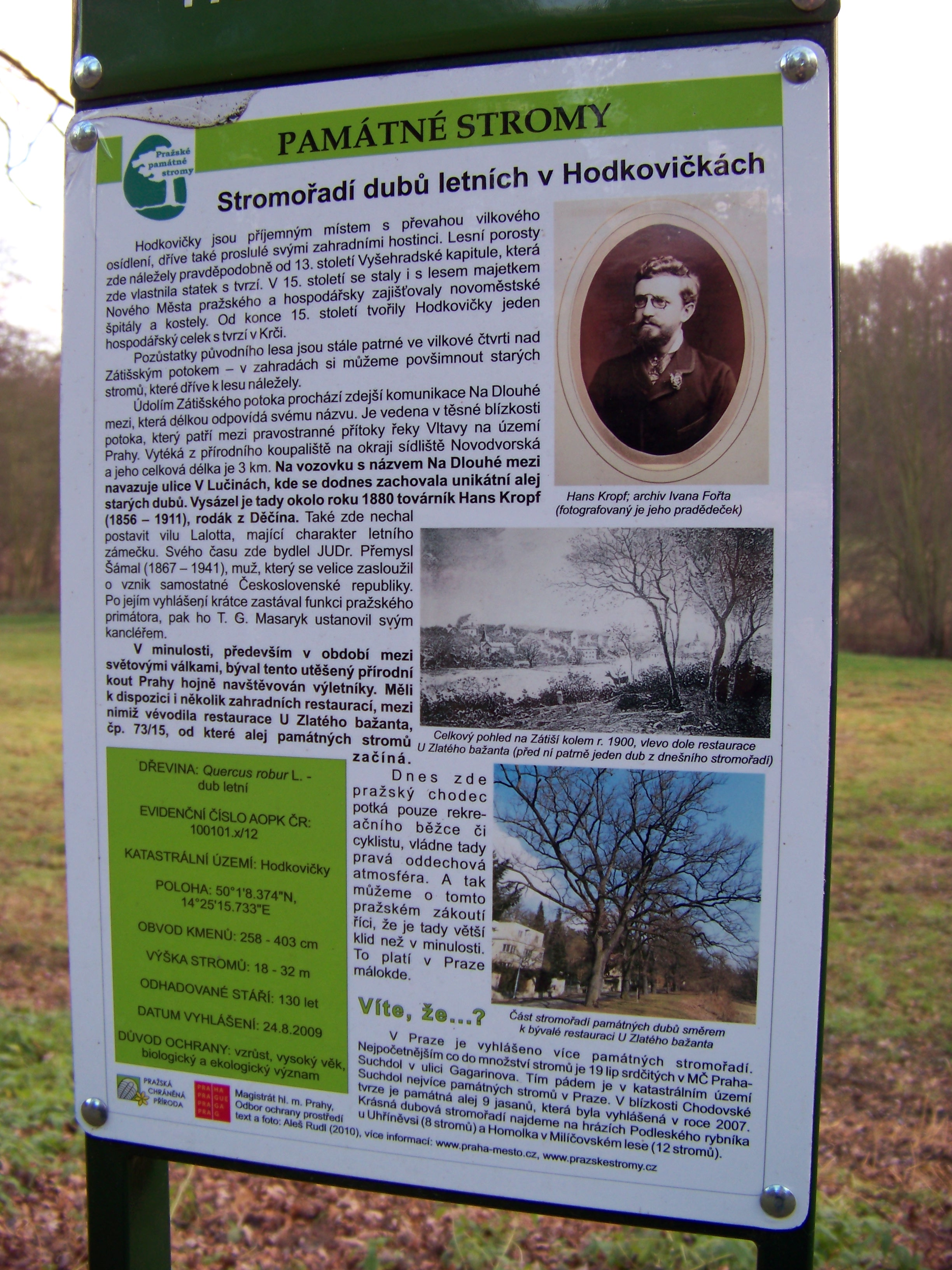
Informační tabule. Praha, Hodkovičky a Kamýk, památné stromořadí dubů letních
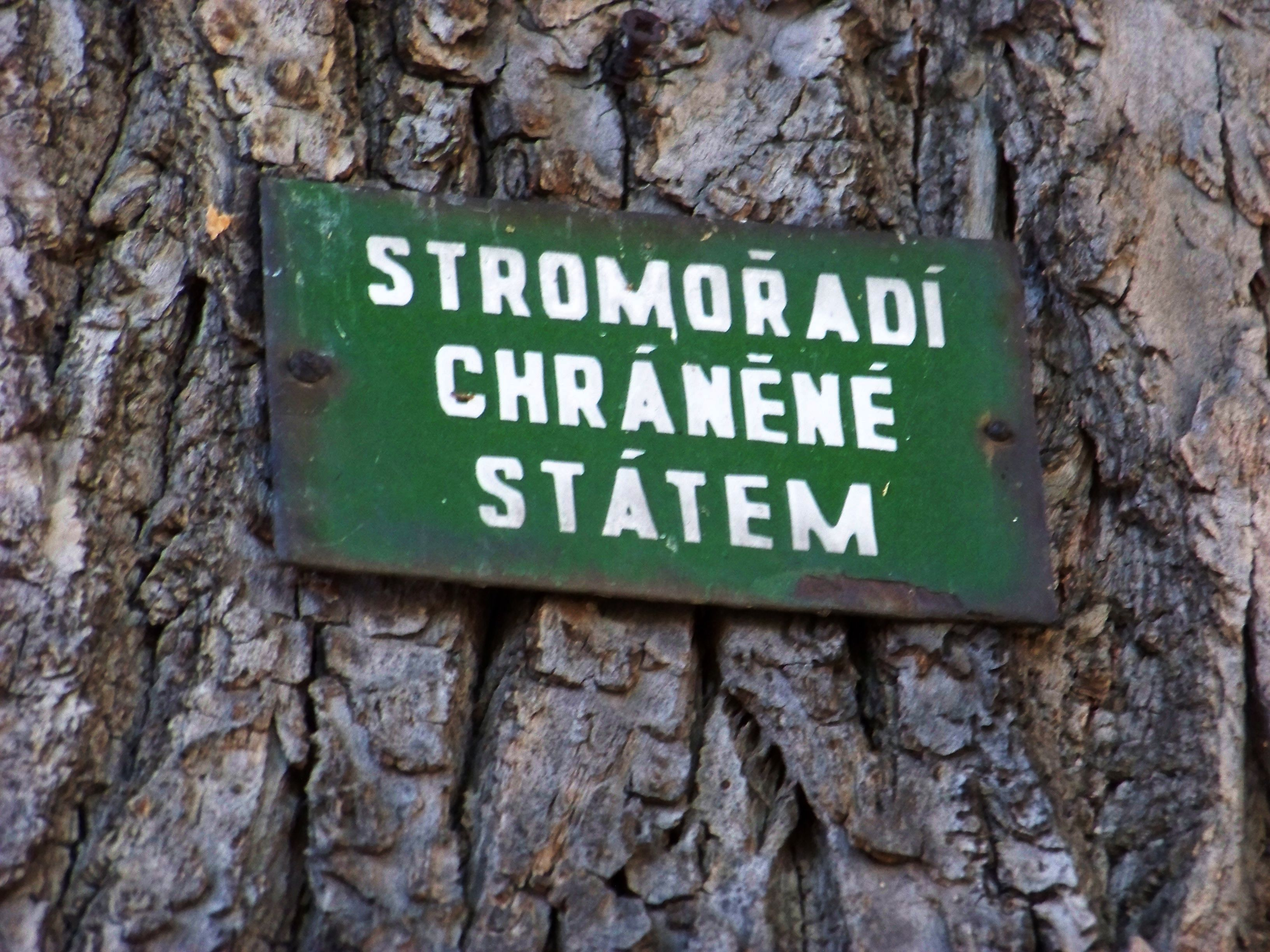
Označení stromořadí chráněné státem
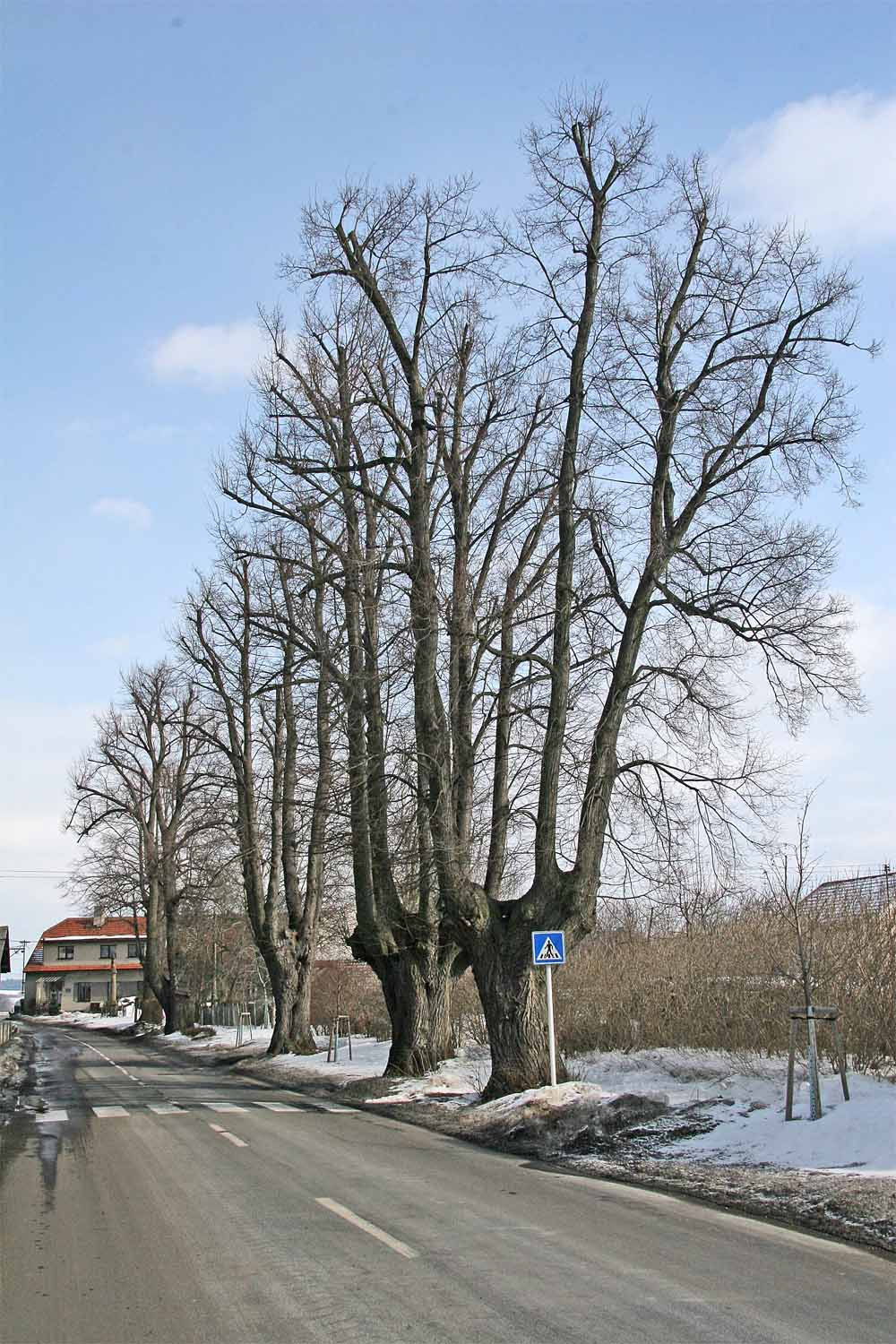
Lipová alej u Hemže. Znatelné stopy po starších úpravách

## Ochrana alejí
Na počátku 21. století dochází k rušení alejí pod záminkou nebezpečnosti pro vzrůstající silniční provoz. Některé velmi staré aleje však zůstávají státem chráněny coby významné přírodní památky. Aleje lze chránit na základě historické a kulturní hodnoty výsadby, jako biokoridor, útočiště hmyzu a jiných živočichů, ale například i vzácných druhů hub v rozpadajících se exemplářích. Kácení jednotlivých stromů podléhá oznamovací povinnosti příslušnému místnímu úřadu. Podle památkového zákona jsou historické aleje „významnými doklady historického vývoje, životního způsobu a prostředí společnosti... ... jako projevy tvůrčích schopností a práce člověka...“. Jednotlivé stromy je podle zákona zakázáno poškozovat, ničit a rušit v přirozeném vývoji. Je stanoveno ochranné pásmo a může být stanoven způsob péče.
Zákonem o ochraně přírody a krajiny v platném znění (ZOPK) jsou staré aleje chráněny především jako „památné stromy“ (PS) § 46 (dle Ústředního registru ochrany přírody je v roce 2010 chráněno 239 stromořadí), anebo „Smluvní ochranou“ dle § 39, jsou-li aleje a stromy umístěny v chráněných evropsky významných lokalitách. Ochranou je dle zákona míněno, že je strom zakázáno poškozovat, ničit a rušit v přirozeném vývoji. Jsou však stanoveny výjimky ze zákazů u památných stromů podle § 46 odst. 2 například v případech, kdy jiný veřejný zájem převažuje nad zájmem ochrany přírody. Povolení ke kácení lze vydat „...ze závažných důvodů po vyhodnocení funkčního a estetického významu dřevin. Povolení ke kácení dřevin na silničních pozemcích může orgán ochrany přírody vydat jen po dohodě se silničním správním úřadem a povolení ke kácení dřevin u železničních drah může orgán ochrany přírody vydat jen po dohodě s drážním správním úřadem“.
Povolení není třeba „ … ke kácení dřevin se stanovenou velikostí, popřípadě jinou charakteristikou. Stanovenou velikost, popřípadě jinou charakteristiku určí Ministerstvo životního prostředí obecně závazným právním předpisem“. (podle § 8 vyhlášky č. 395/1992 Sb. je stanovenou velikostí obvod kmene do 80 cm ve výšce 130 cm.). Povolení rovněž není třeba „… ke kácení dřevin z důvodů pěstebních, to je za účelem obnovy porostů, nebo při provádění výchovné probírky porostů, při údržbě břehových porostů prováděné při správě vodních toků, k odstraňování dřevin v ochranném pásmu zařízení elektrizační a plynárenské soustavy prováděném při provozování těchto soustav a z důvodů zdravotních, není-li v tomto zákoně stanoveno jinak. Kácení z těchto důvodů musí být oznámeno písemně nejméně 15 dnů předem orgánu ochrany přírody, který je může pozastavit, omezit nebo zakázat…“.
Kácení bez povolení úřadu je povoleno je-li jejich stavem zřejmě a bezprostředně ohrožen život či zdraví, nebo hrozí-li škoda značného rozsahu.

## Skici úprav
Skici sadovnických úprav, alejí, s popisem k vykreslení působení, především negativních a pozitivních optických vlastností.

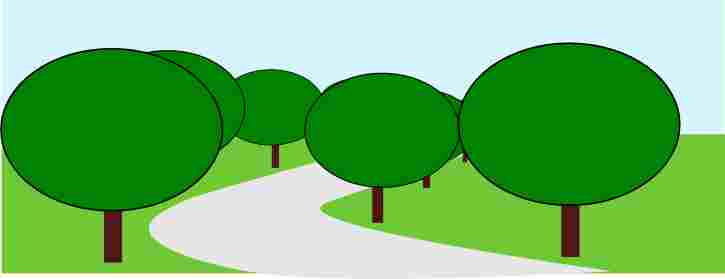
Příklad výsledku aleje kolem ohybů cesty, ztráta významu linie.
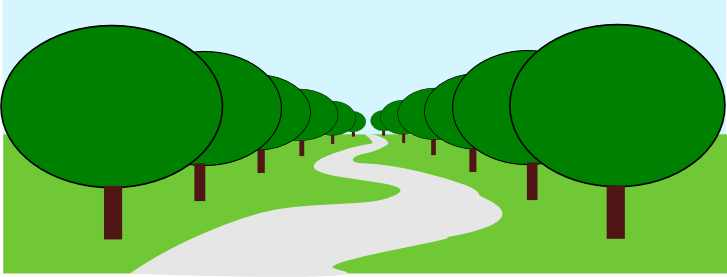
Nevhodné vedená cesta v liniové výsadbě, cesta narušuje linie, je vnímána jako zbytečně prodloužená trasa.
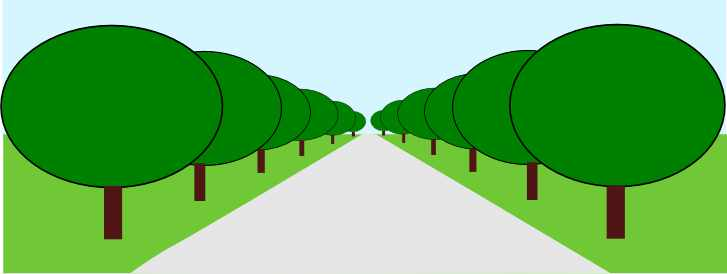
Alej, klasická, dřeviny s kulatou korunou. Jednoduchá, únava pozorovatele.
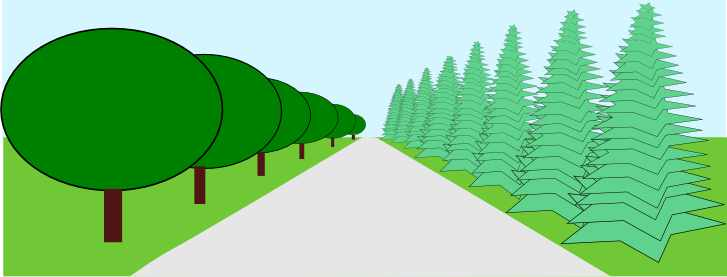
Alej, různé tvary na obou stranách, nevhodná možnost.
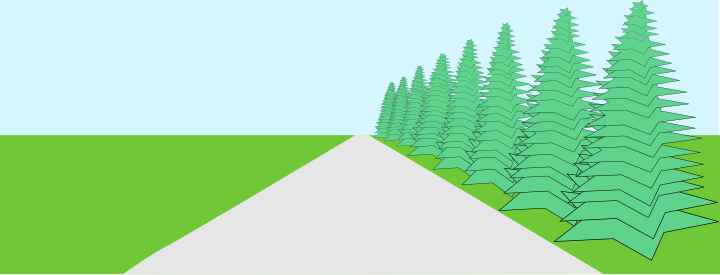
Alej, jednostranná. Může být vnímána jako nevyvážená kompozice, častá jako větrolam.
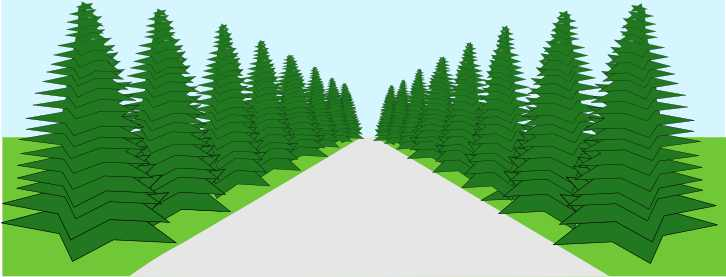
Alej, kuželovité dřeviny. Jednoduchá, únava pozorovatele.
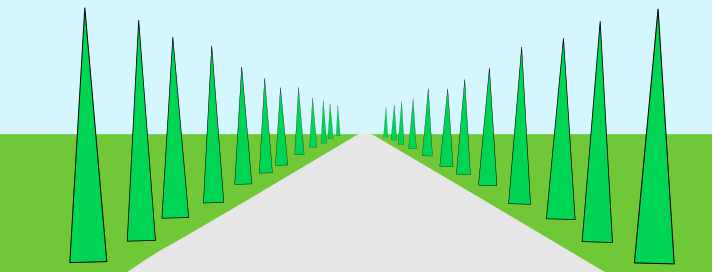
Alej, sloupovité dřeviny. Vhodná spíše jako ozdobný prvek, používána v přímých krátkých liniích.
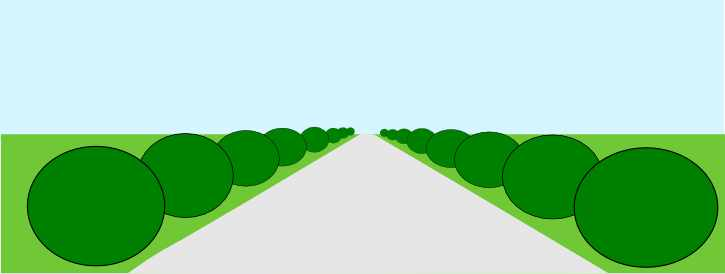
Alej, nízké dřeviny. Jako okraj méně významných cest, nebo ozvláštnění vstupů a spojení. Možnost výhledu.
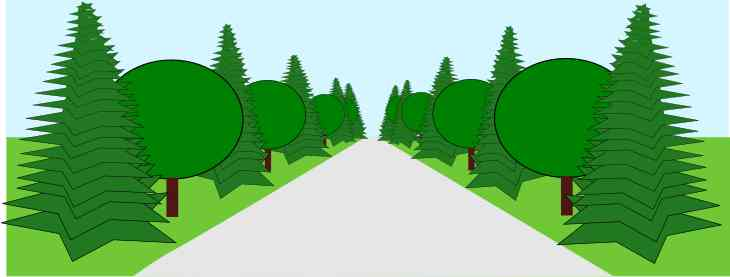
Alej s pravidelným rytmem, habitus. Při delších vzdálenostech působí únavně, dráždivě.
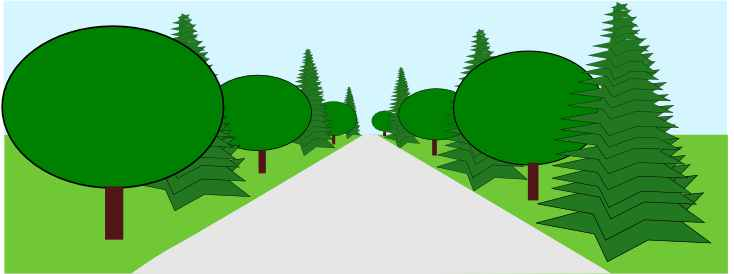
Alej se střídavým rytmem, habitus. Vhodnější zdánlivě nepravidelný rytmus.
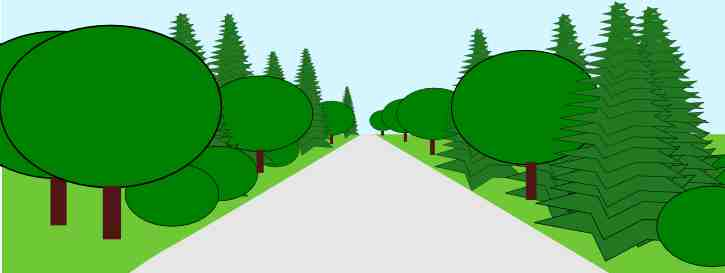
Doporučené zapojení aleje a okolních porostů.
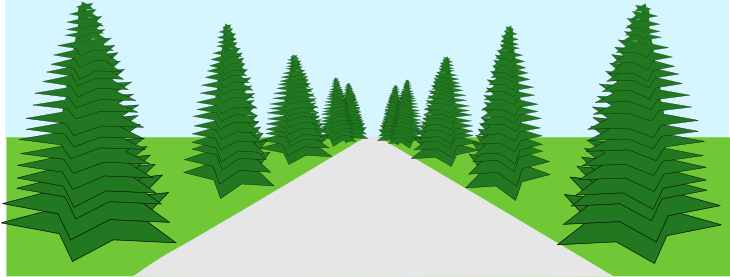
Alej s kuželovitými dřevinami ve větších rozestupech. Možnost průhledů při zachování dokonalé symetrie a jednoty.
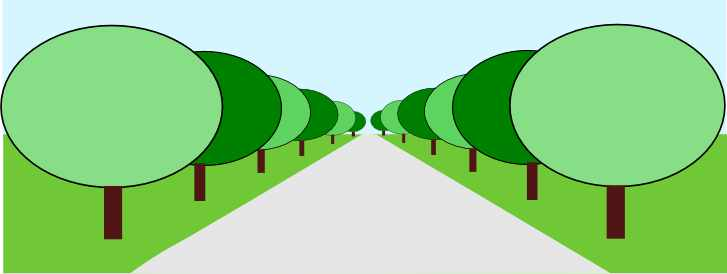
Alej s pravidelným rytmem, barvy. Při delších vzdálenostech působí únavně, dráždivě.
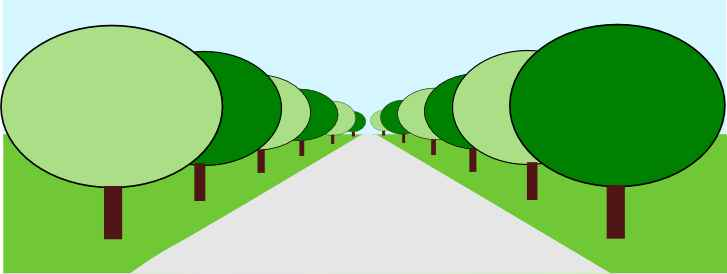
Alej se střídavým rytmem, barvy.
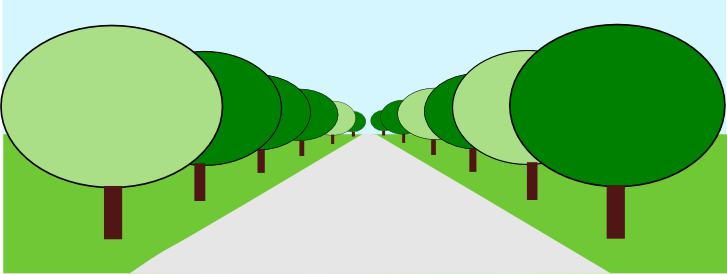
Alej nepravidelný rytmus, barvy. Často používaná varianta, spolu s odlišnou texturou olistění dřevin.
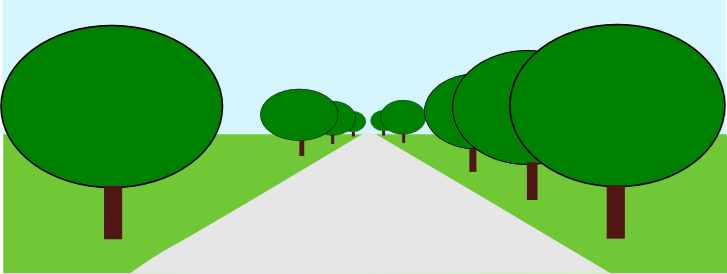
Alej s průhledem. Průhledy na krajinu osvěží cestu dlouhou alejí, V krátké aleji jsou rušivé.

## Jiné významy výrazu
- Lovecký zámeček Aleje byl vystavěn v lesích u Kněžic.
- Aleje Jerozolimskie, česky přeložitelné jako Jeruzalémské Aleje, jsou jednou z hlavních tříd ve Varšavě.
- Aleje-Zátiší je část města Františkovy Lázně v okrese Cheb.
- Alej (rusky Алей) je řeka v Altajském kraji v Rusku.